# Muzeum Jad la-Szirjon
Muzeum Jad la-Szirjon (he. יד לשריון, ang. Yad la-Shiryon Museum) – spełnia funkcję muzeum wojskowego, państwowego pomnika poświęconego poległym żołnierzom izraelskiego korpusu pancernego i mauzoleum. Położone jest w Latrun w środkowej części Izraela. Budowę muzeum rozpoczęto 14 grudnia 1982.
Na terenie muzeum zgromadzono ponad 200 czołgów i pojazdów opancerzonych z całego świata. Wiele z prezentowanych pojazdów nigdy nie było używanych przez Siły Obronne Izraela, a znalazły się w muzeum jako zdobycze wojenne lub na drodze transakcji handlowych. Jest to jedna z największych na świecie kolekcji czołgów. Wielu ludzi zainteresowanych sprzętem wojskowym przyjeżdża tutaj z różnych krajów.

## Obiekty muzealne

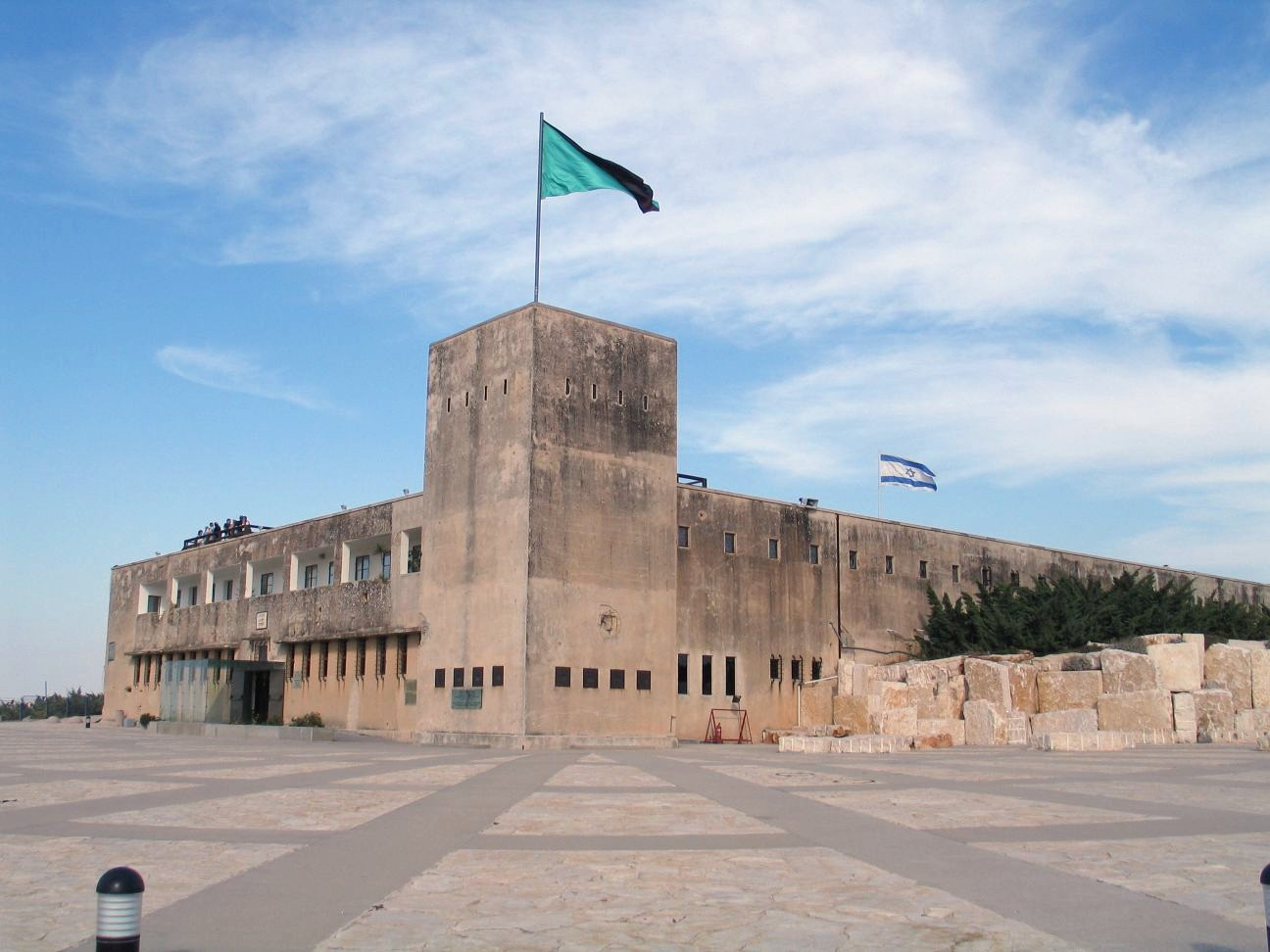
Posterunek brytyjskiej policji w Latrun

Główny budynek muzeum mieści się w dawnym brytyjskim forcie policji w Latrun. Został on wybudowany na przełomie lat 1941–1942 i podczas brytyjskiego panowania w Mandacie Palestyny służył jako więzienie dla wielu członków żydowskich organizacji militarnych Hagany, Irgunu i Lechi. Zachowano autentyczny wygląd ze śladami kul i arabskimi napisami na ścianach.
Podczas wojny o niepodległość fort był miejscem niezwykle krwawych walk izraelsko-arabskich. Podczas tej wojny Jordańczycy zamienili fort w trudną do zdobycia twierdzę. Fort posiadał wówczas dwie wieże obserwacyjne, które dawały 360-stopniowe pole widzenia całej okolicy. Obrońcy wykorzystali wąskie szpary okienne jako strzelnice, rażąc śmiertelnym ogniem nacierających izraelskich żołnierzy. Obecnie w byłym brytyjskim forcie znajdują się biura administracji muzeum, archiwum, biblioteka, sale wystawowe i synagoga. Na ekspozycjach wystawiono setki modeli czołgów, które pokazują kolejne etapy rozwoju broni pancernej na świecie. Wśród eksponatów znajdują się także modele pancerzy średniowiecznych rycerzy, asyryjskie i egipskie rydwany i projekt pierwszego czołgu wykonany przez Leonarda da Vinci.
Istniejąca wieża obserwacyjna fortu została przebudowana na „Wieżę Łez” przez izraelskiego artystę Danny Karavana. Wnętrze wieży wyłożono stalą wymontowaną z czołgów. Zainstalowano także specjalną instalację, dzięki której po pancerzach spływa woda.

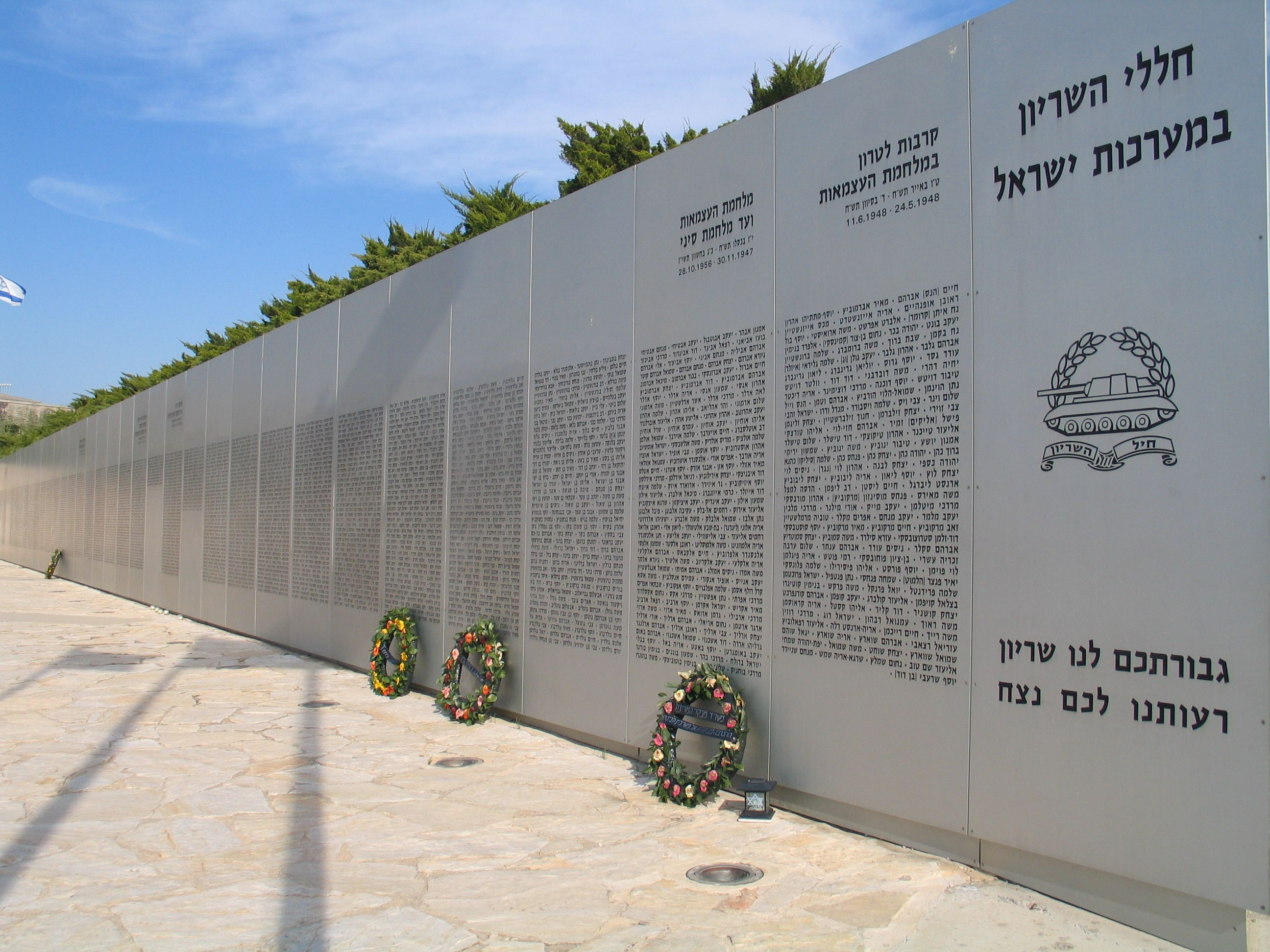
Ściana Pamięci z nazwiskami poległych pancerniaków

Na zewnątrz budynku wzniesiono pomnik – ścianę z imionami poległych izraelskich pancerniaków, począwszy od wojny o niepodległość w 1948 do chwili obecnej. Na tej ścianie widnieją 4873 nazwiska.
Znajduje się tutaj także jeden z największych amfiteatrów, który jest wykorzystywanych do różnych oficjalnych uroczystości państwowych. Jednak najbardziej charakterystyczną budowlą muzeum jest dawna wieża wodna, na której szczycie umieszczono czołg M4 Sherman. Symbol ten służy jako oficjalne logo muzeum. Decyzję o umieszczeniu czołgu na szczycie wieży podjął w 1979 gen. Mussa Peled. Umieszczony tam czołg był jednym z pierwszych, które walczyły w Siłach Obronnych Izraela. Ponieważ wieża była zaprojektowana aby udźwignąć maksymalnie 25 ton, a czołg M4 Sherman waży 34 tony, musiano z jego wnętrza usunąć silnik, przekładnie i inne elementy wyposażenia.
W muzeum jest także pomnik wystawiony na cześć aliantów z II wojny światowej: Stanów Zjednoczonych, Wielkiej Brytanii i Rosji. Pomnik składa się ze sterty głazów, na których umieszczono trzy czołgi, które służyły w wojskach sprzymierzonych na różnych frontach wojny. Są to rosyjski T-34, brytyjski Cromwell i amerykański Sherman. Pomnik jest otoczony flagami 19 państw i organizacji, które aktywnie uczestniczyły w walce z nazizmem. Jest wśród nich flaga Brygady Żydowskiej, która walczyła w brytyjskiej armii.

## Ekspozycja czołgów
Muzeum słynie na całym świecie jako miejsce ekspozycji niezwykłej kolekcji czołgów i pojazdów opancerzonych. Znajdują się tutaj pojazdy produkcji izraelskiej, sprzęt zdobyty na nieprzyjaciołach podczas wojen i pojazdy specjalnie zakupione do ekspozycji:

### Francja
- Hotchkiss H-35 – w 1948 Izraelczycy kupili 10 takich czołgów we Francji. Sformowano z nich „słowiańską” kompanię (rosyjscy Żydzi) 82 Batalionu, który między innymi zdobył port lotniczy Lydda i Lod.
- Renault R-35 – Izraelczycy zdobyli dwa takie lekkie czołgi podczas syryjskiego ataku na kibuc Deganja Alef w 1948.
- AMX-13 – był to pierwszy nowoczesny czołg zakupiony w 1956 przez izraelską armię. Zmodernizowano w nich silnik, system ładowania działa oraz system kontroli ognia. W 1969 większość tych czołgów odsprzedano do Singapuru. Na platformie czołgu AMX-13 stworzono transporter opancerzony AMX-VCI.
- AMX-13 Turret – była to egipska modyfikacja francuskiego czołgu AMX-13 i amerykańskiego Shermana. Prezentowany w muzeum czołg zdobyto na Półwyspie Synaj w 1967.

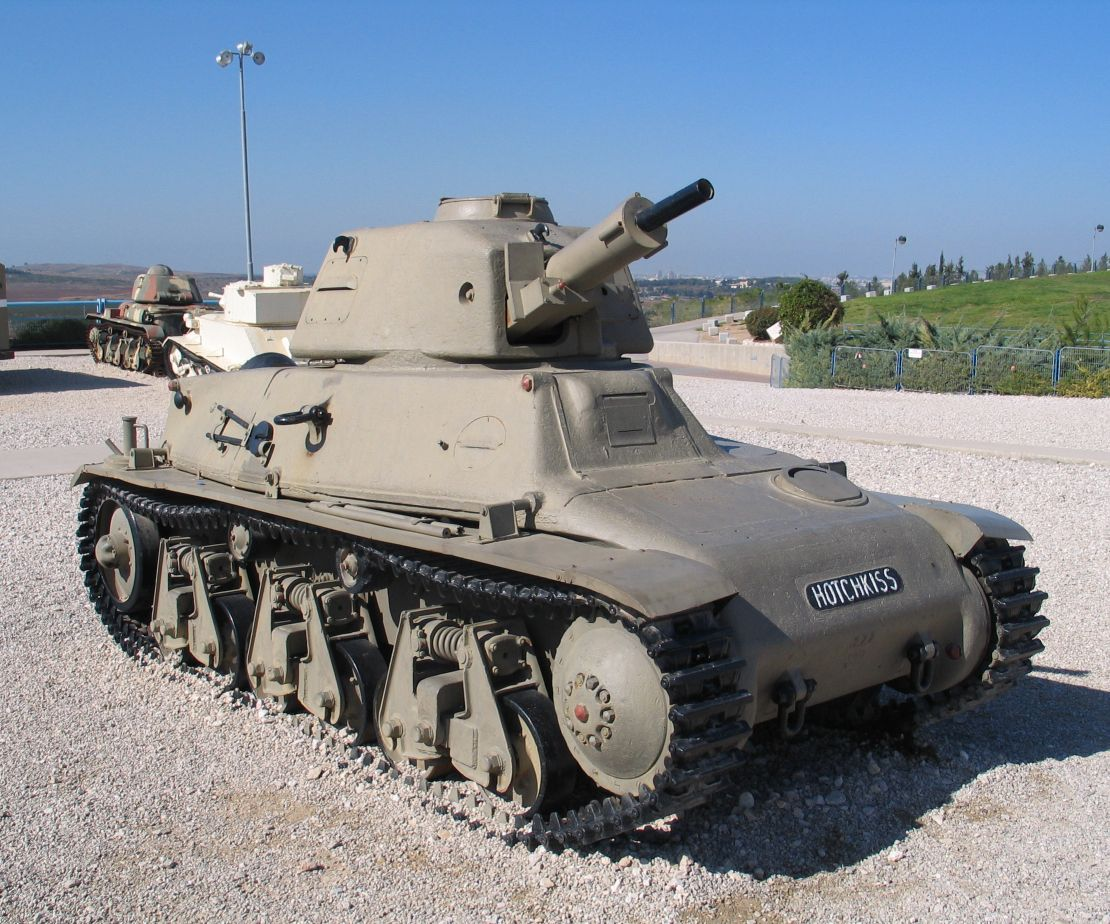
Hotchkiss H-35
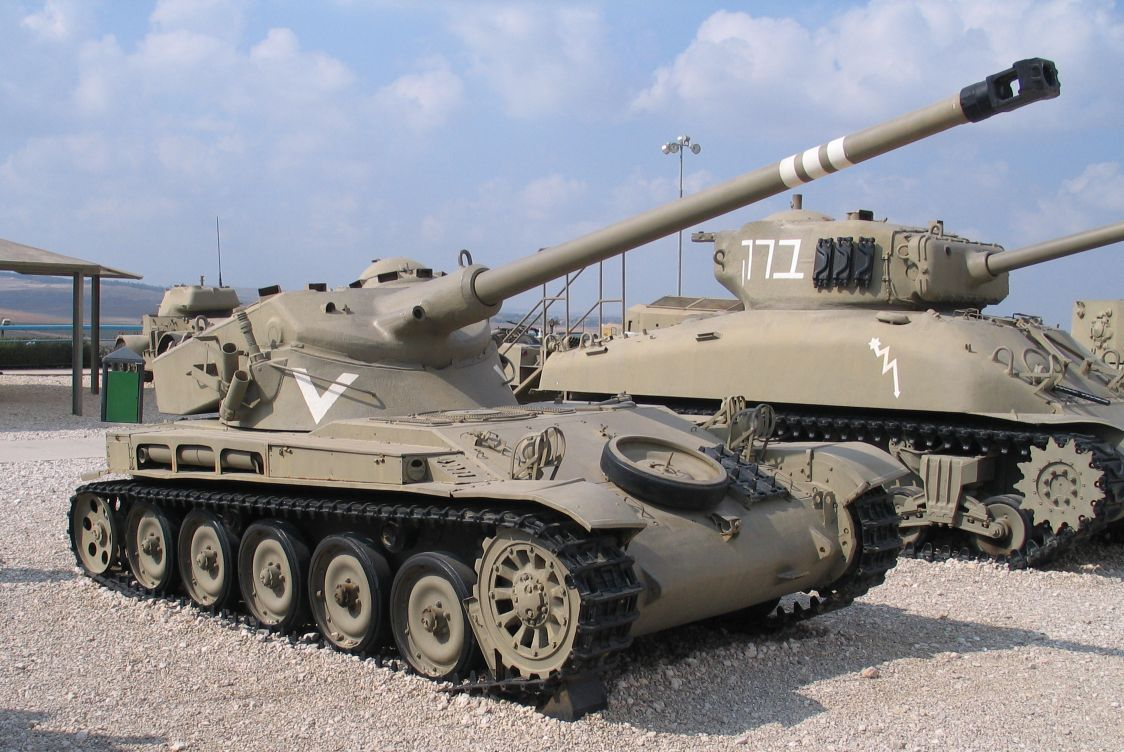
AMX-13
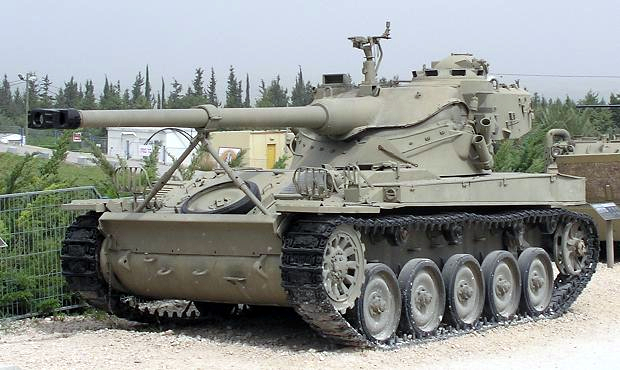
AMX-13
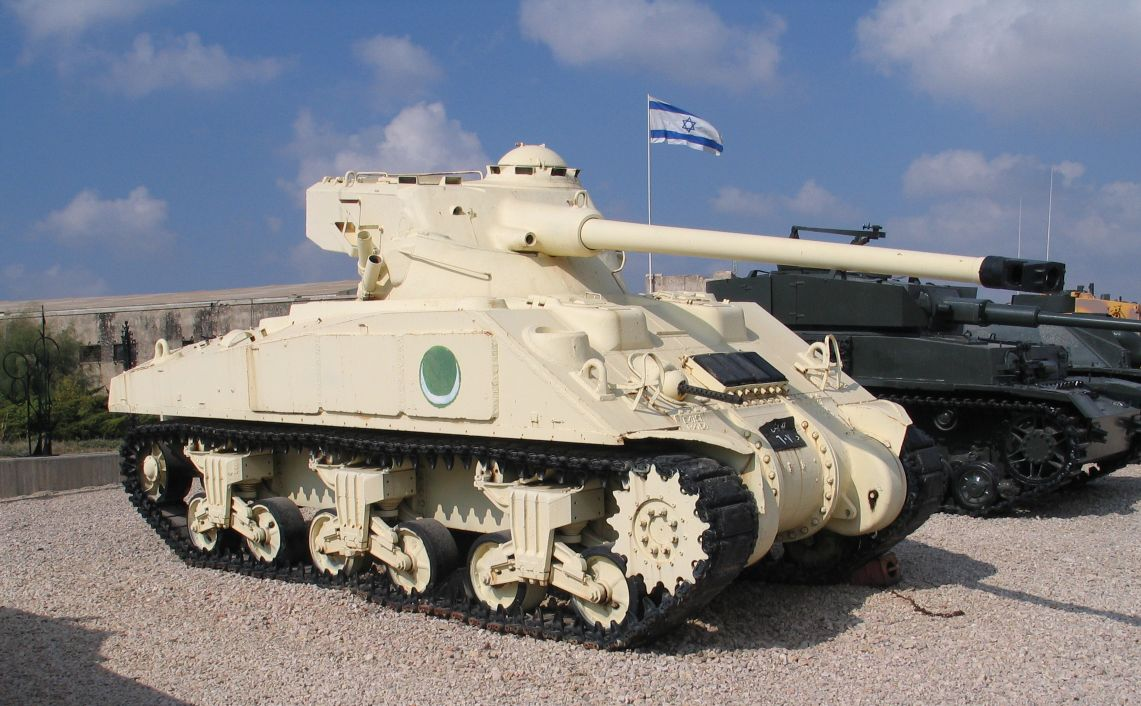
AMX-13 Turret

### Izrael
- Merkawa Mk 1 – został zaprojektowany przez zespół pod kierunkiem gen. mjr. Izraela Tala z uwzględnieniem specyficznych potrzeb izraelskiej armii. Był to pierwszy czołg wyprodukowany przez izraelski przemysł zbrojeniowy. Umożliwiło to uniezależnienie się Izraela od zagranicznych dostaw. Pierwsze czołgi weszły do służby w kwietniu 1979, a ich produkcja trwała do 1983.
- Merkawa Mk 2 – w 1983 wprowadzono nową wersję czołgu Merkawa, w której uwzględniono wszystkie doświadczenia wojny libańskiej. Między innymi wprowadzono nowe wielowarstwowe pancerze, nowe główne działo 105 mm, moździerz 60 mm i łańcuchy zwisające z tyłu wieży, jako ochrona przed pociskami przeciwpancernymi. Produkcję tego czołgu zakończono w 1989.

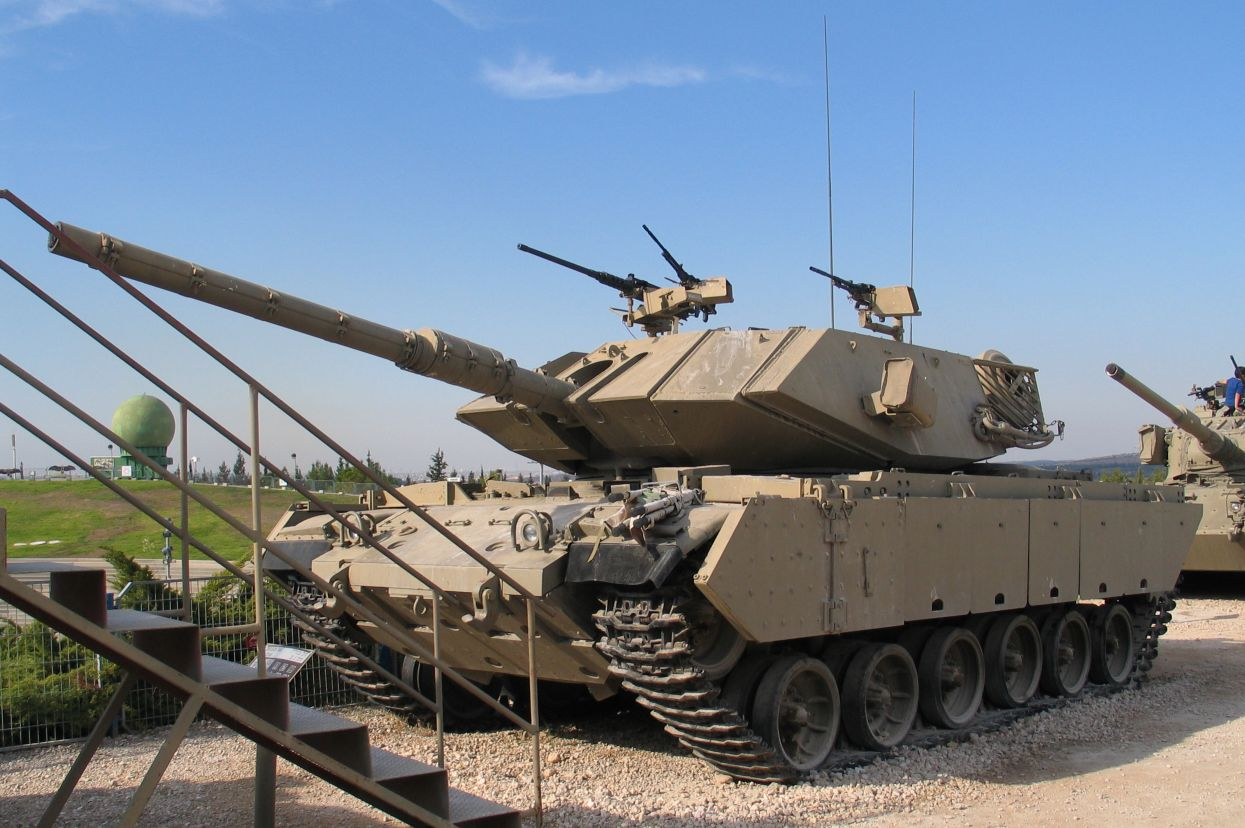
M60 Patton „Magach 7”
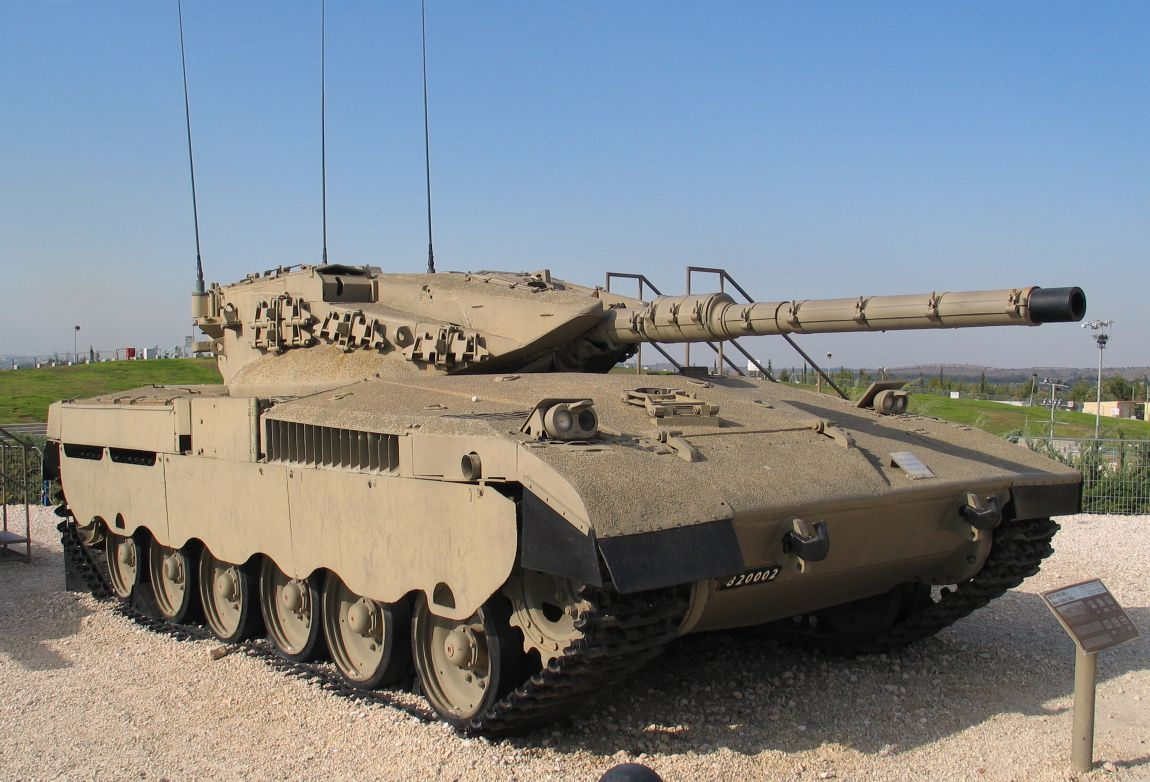
Merkawa Mk 1
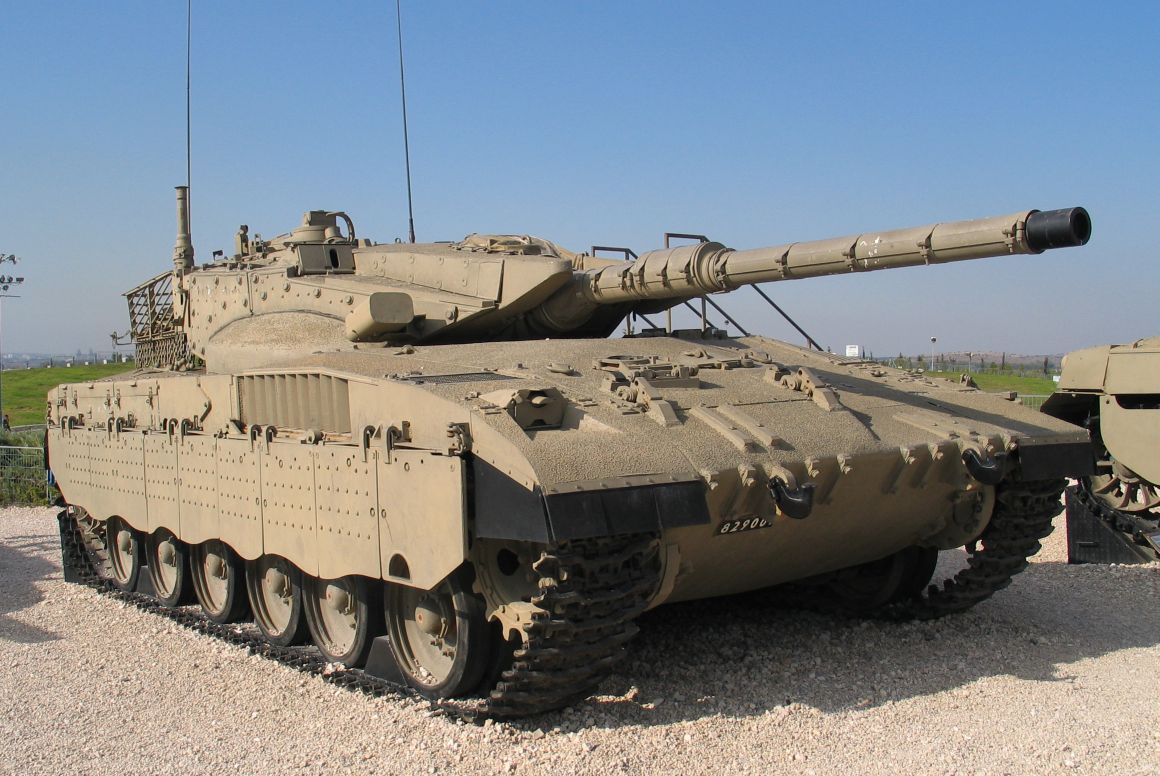
Merkawa Mk 2
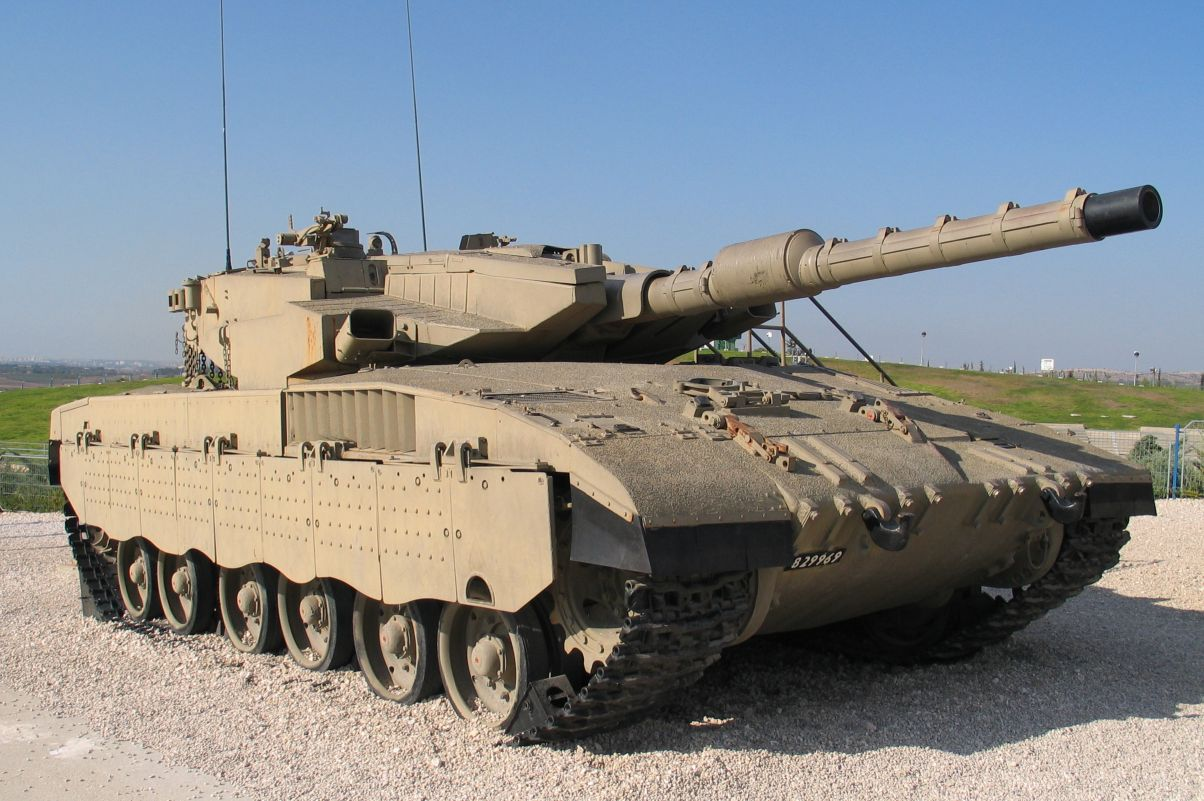
Merkawa Mk 3
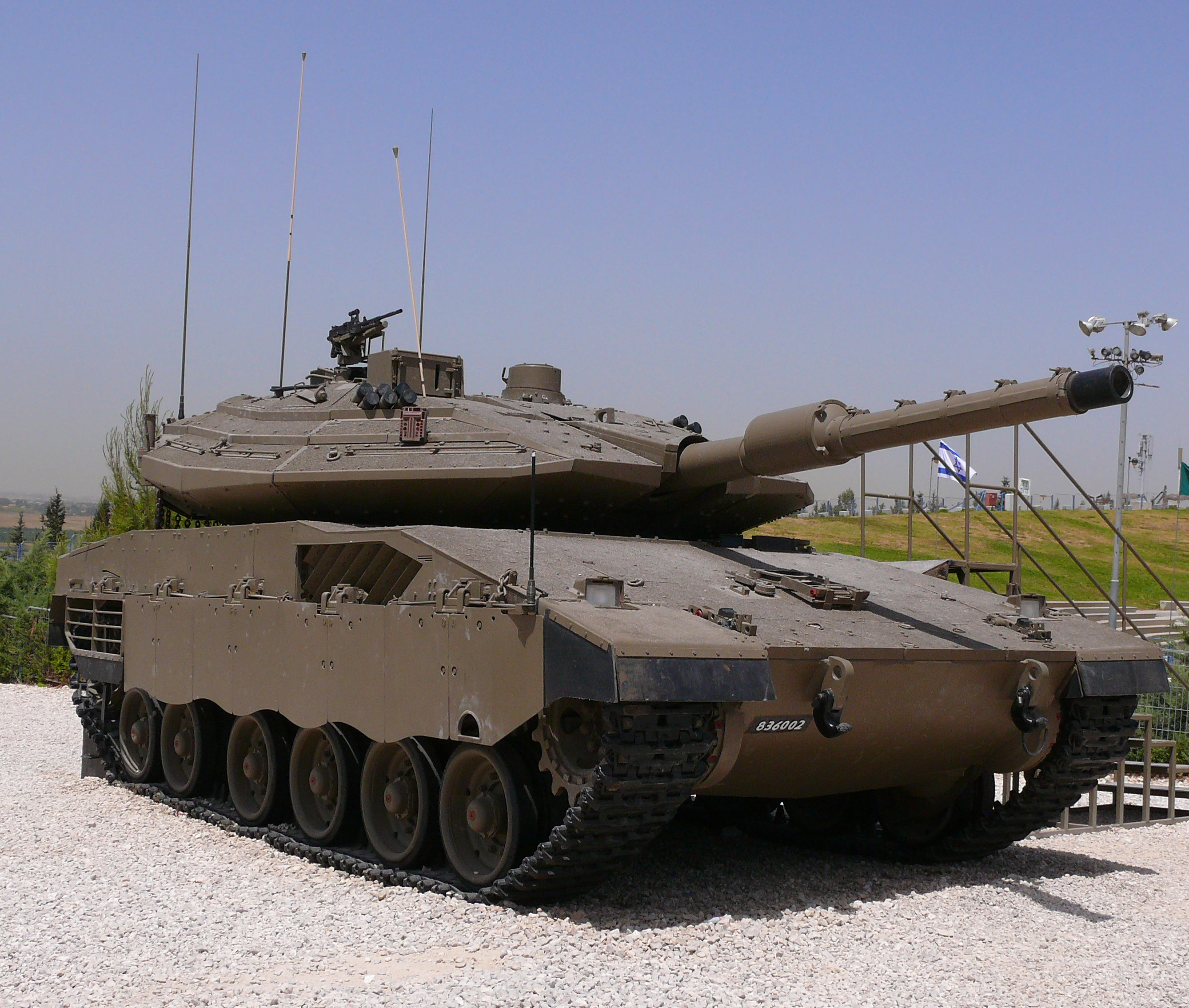
Merkawa Mk 4

### Niemcy

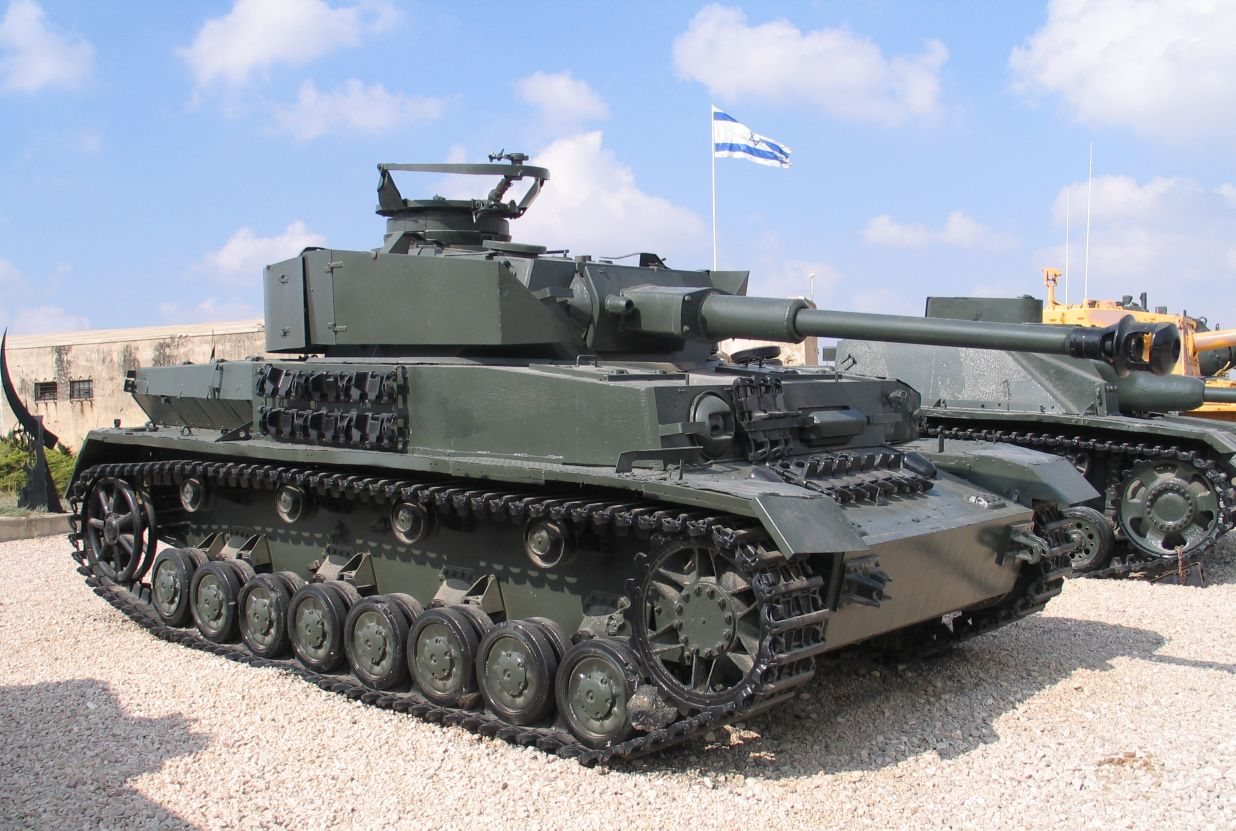
PzKpfw IV
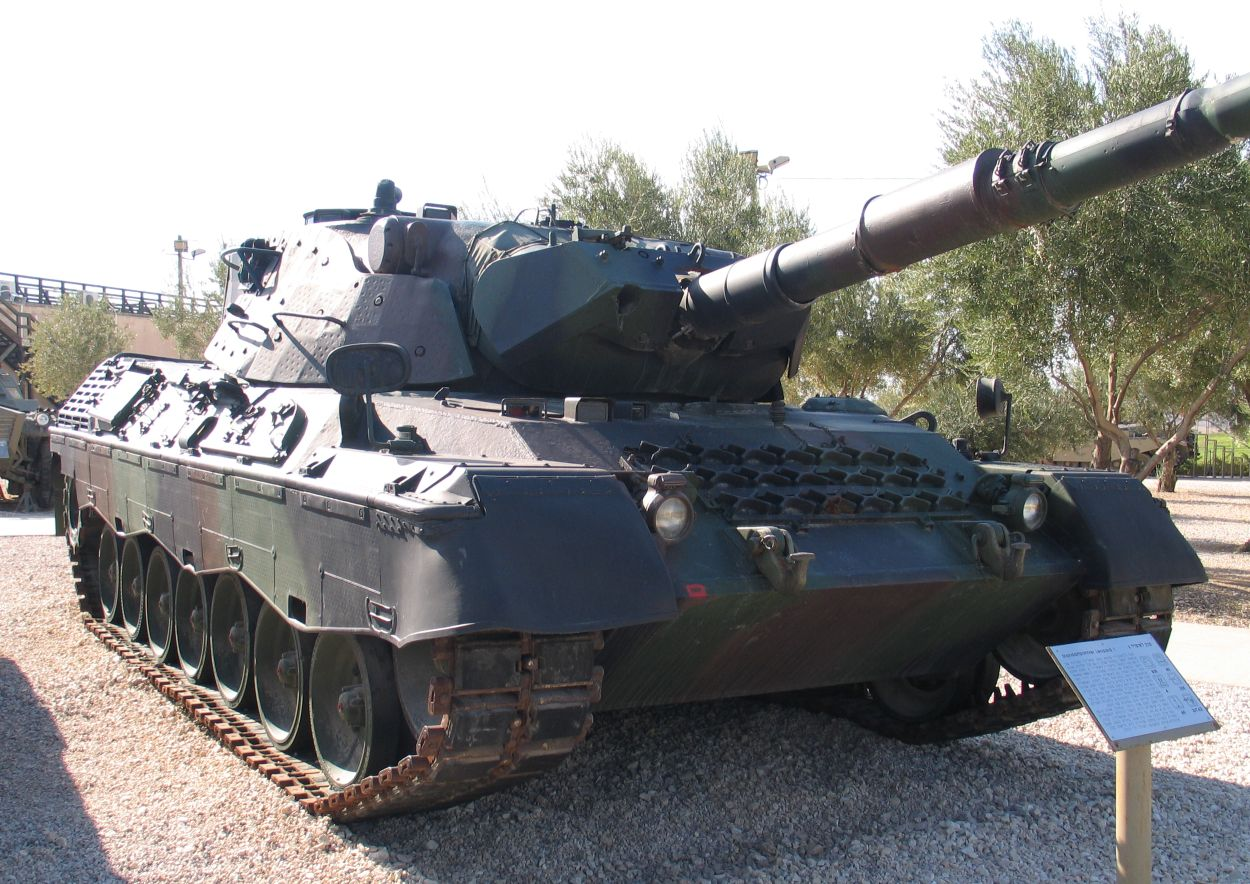
Leopard 1

### Stany Zjednoczone
- M3A1 Stuart – w muzeum jest jeden taki lekki czołg w brytyjskim malowaniu.
- Sherman – izraelska armia przez wiele lat modernizowała Shermany i stworzyła liczne jego warianty na swoje potrzeby. Istniały warianty inżynieryjne, saperskie, techniczne, sanitarne, artyleryjskie i inne.
  - M4A3 Sherman – kilka tych lekkich czołgów zakupiono w 1948 z nadwyżek wojskowych we Włoszech. Po sprowadzeniu do Izraela i ich naprawie, zdążyły wziąć udział w walkach wojny o niepodległość w 1948.
  - M10 Achilles – kilka tych niszczycieli czołgów zakupiono w 1948 z nadwyżek wojskowych w Europie.
  - M50 Sherman – była to zmodyfikowana wersja czołgu M4 Sherman, która weszła do użycia w izraelskiej armii w 1956. Podczas kryzysu sueskiego w 1956 był to najlepszy izraelski czołg. Ogółem do 1964 wyprodukowano około 300 tych czołgów.
  - M51 Sherman – zmodyfikowana wersja czołgu M50 Sherman z silniejszym działem i silnikiem. Został użyty podczas walk w 1967 i 1973 roku.
  - M50 155mm Sherman – samobieżna haubica 155 mm stworzona na platformie czołgu M50 Sherman. Nie posiadała żadnej obrony przed ostrzałem lotniczym, była jednak z powodzeniem wykorzystywana podczas wojen 1967 i 1973.
  - Sherman MAR-240 – wersja czołgu Sherman wyposażona w wyrzutnię rakiet 240 mm, podobna do radzieckiej Katiuszy. Wersję tę stworzono na podstawie zdobytej w 1967 radzieckiej BM-24 Katiusza.
  - Sherman MAR-290 – rozwojowa wersja wyposażona w wyrzutnię rakiet 290 mm. Była wykorzystywana głównie podczas wojny libańskiej w 1982.
  - Sherman HVSS – był to transporter opancerzony używany do ewakuacji rannych z pola walki. Był on często wykorzystywany podczas wojny na wyczerpanie w latach 1968–1970 nad Kanałem Sueskim.
  - Sherman Type C – amfibia zbudowana na platformie czołgu M4A1 Sherman. W wersji inżynieryjnej posiadała żuraw o udźwigu 55 ton oraz łopaty spychacza z przodu i tyłu. Jego wyciągarka potrafiła ciągnąć przedmioty o masie 72 ton.
- M3A4 Lee – amerykański czołg średni używany pod koniec II wojny światowej.
- M41 Walker Bulldog – lekki czołg używany przez Amerykanów podczas wojny koreańskiej.
- M52 – samobieżna haubica zbudowana na podwoziu czołgu M41 Walker Bulldog. Prezentowany w muzeum pojazd został zdobyty na jordańskiej armii w 1967.

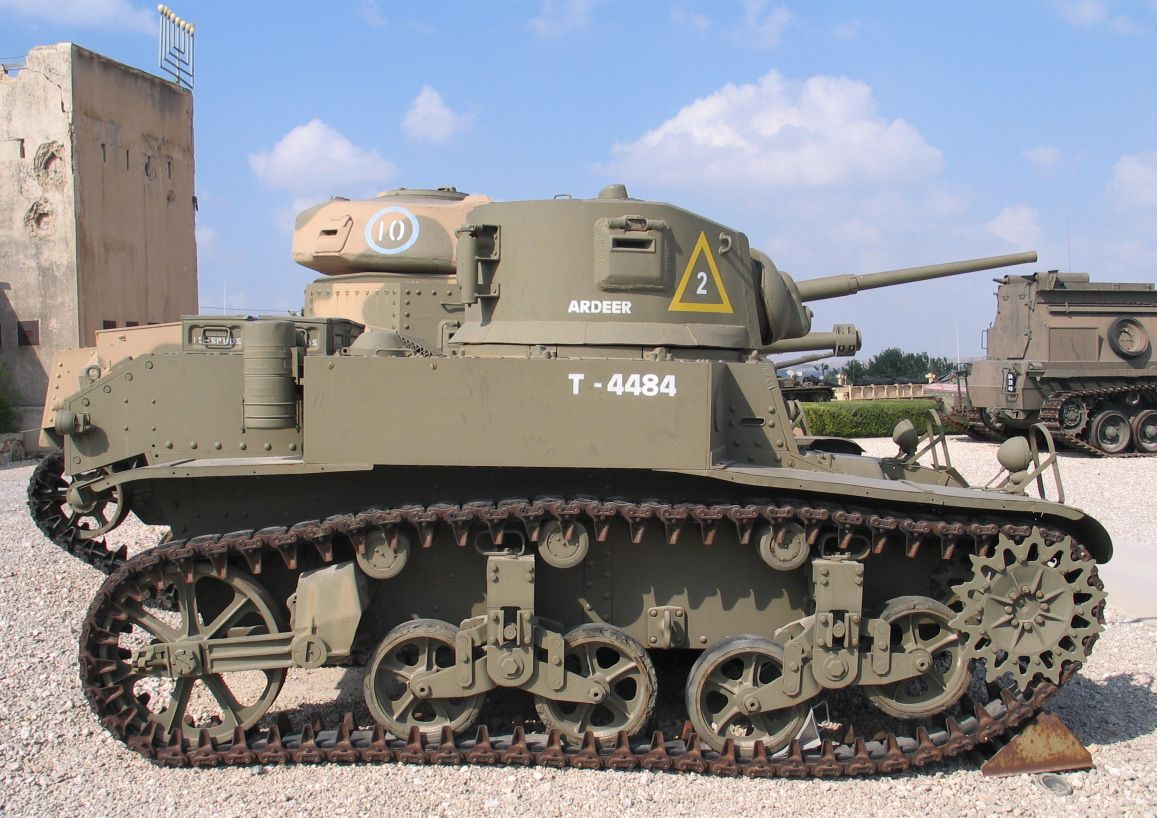
M3A1 Stuart
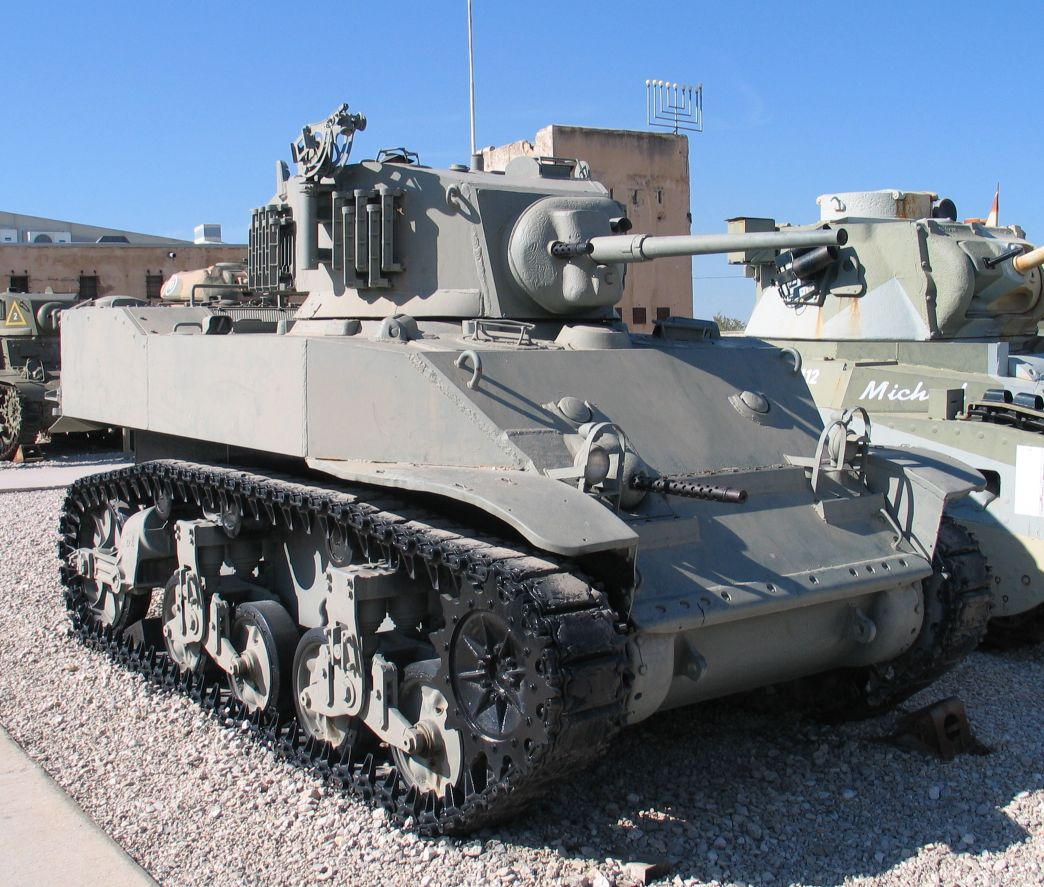
M5A1 Stuart
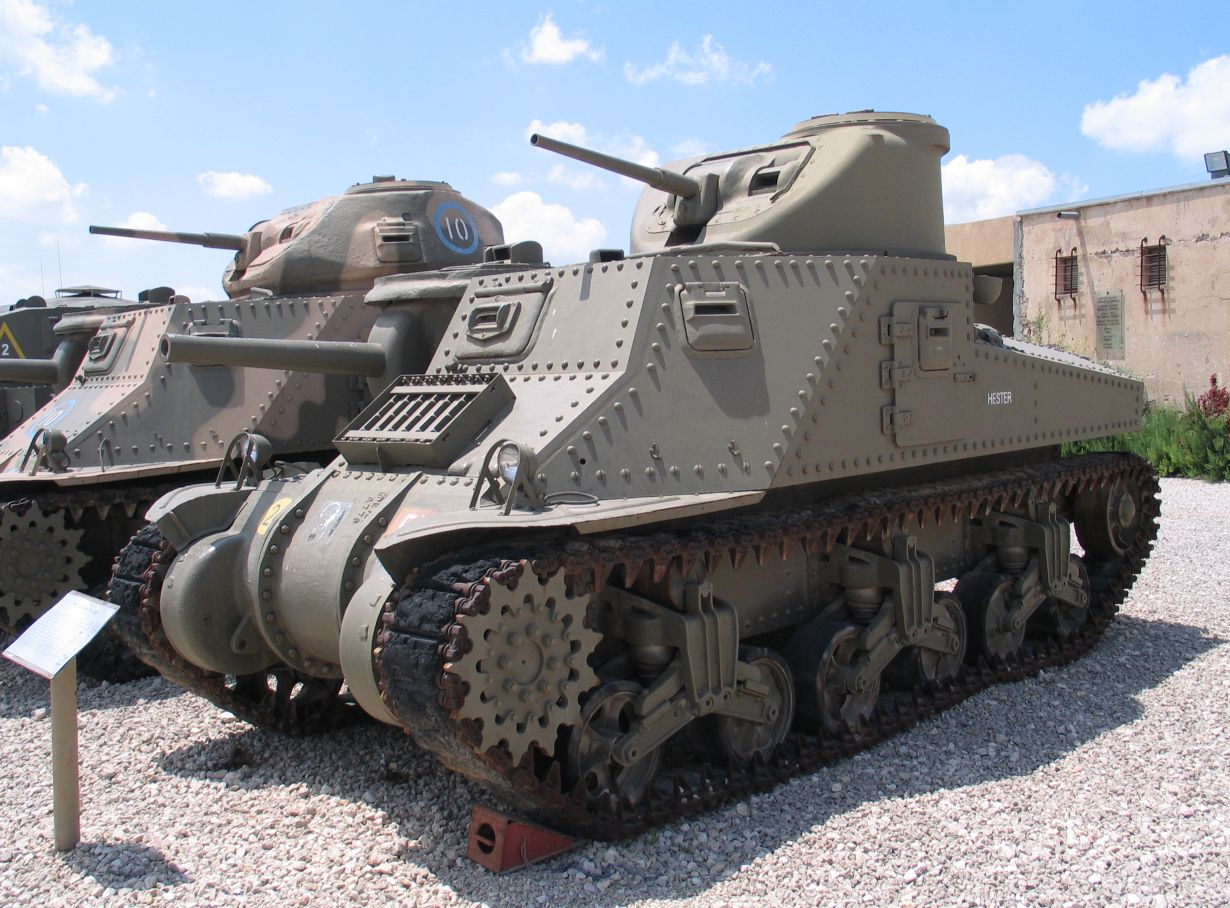
M3A4 Lee
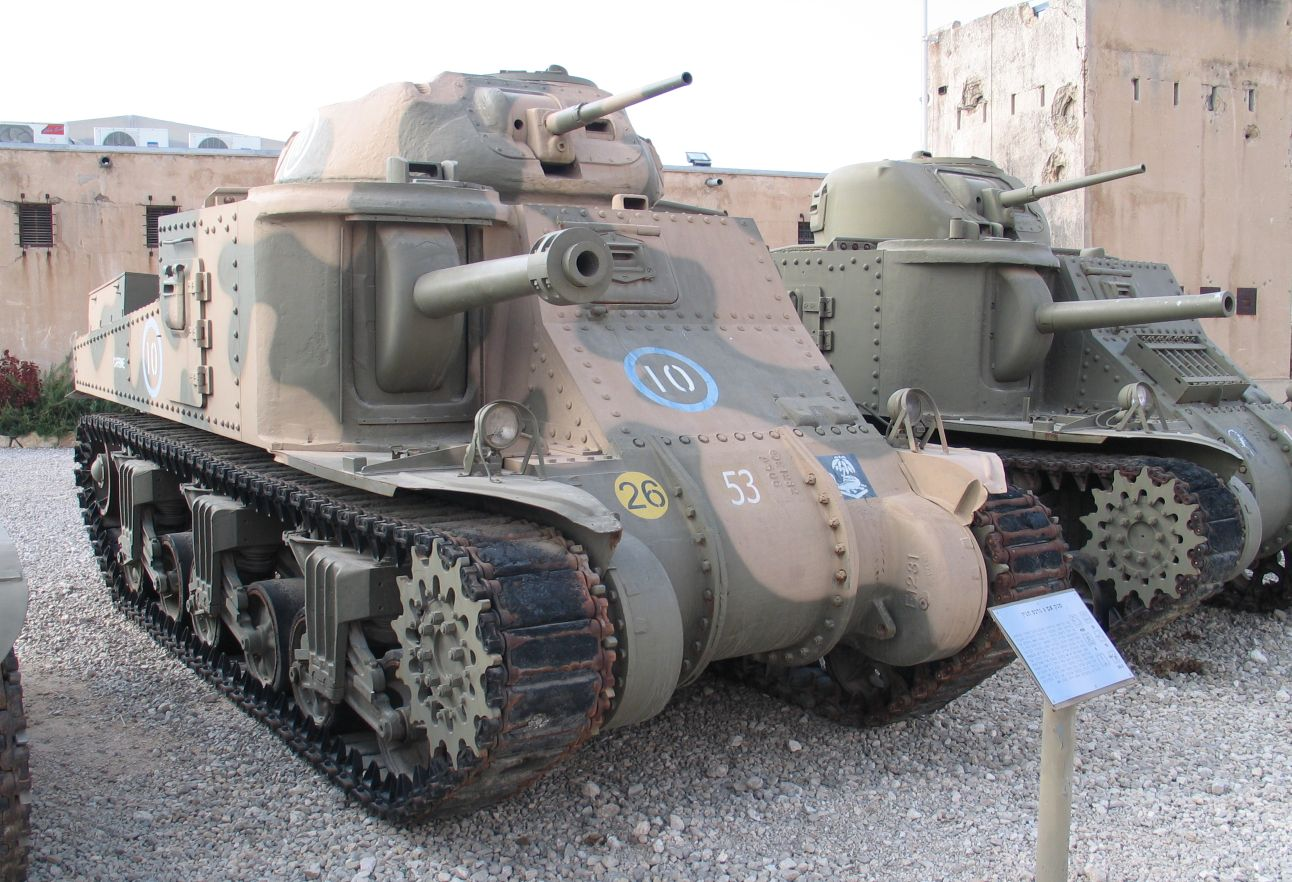
M3 Grant
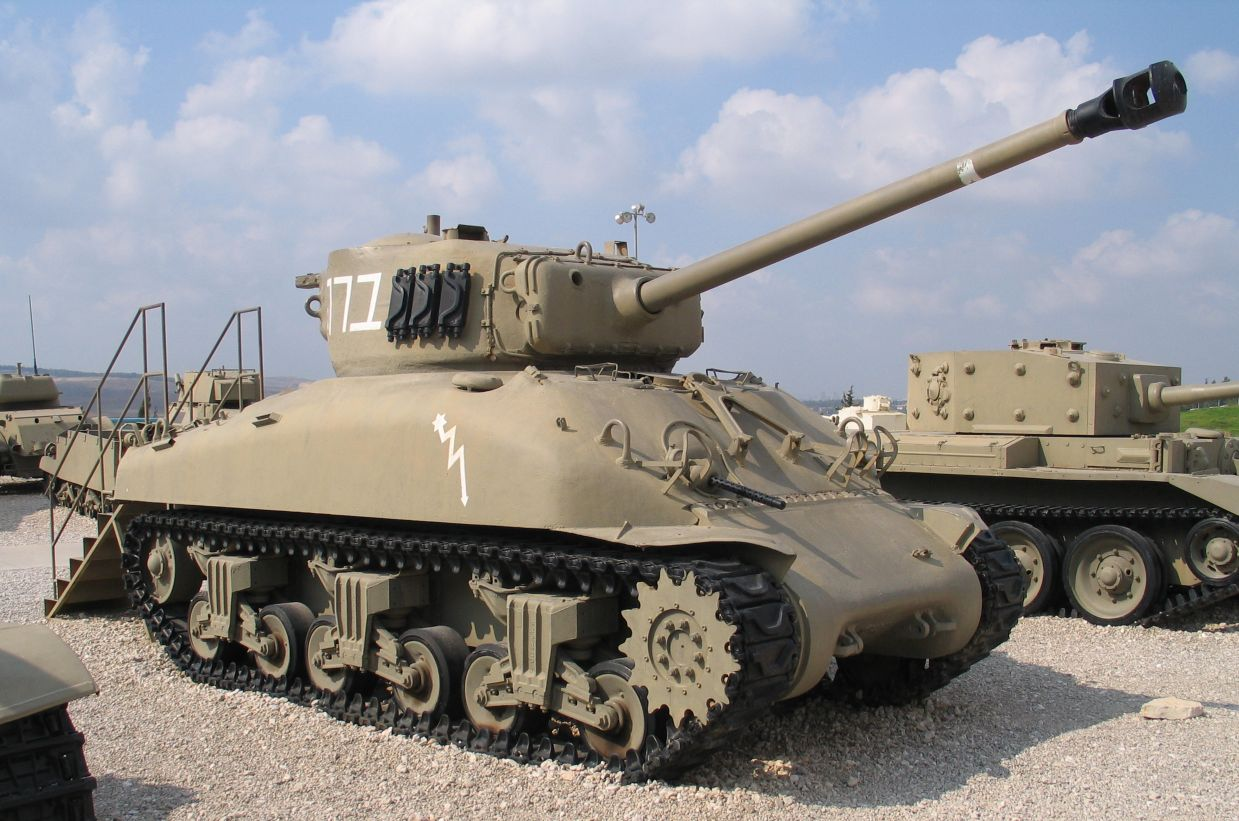
M4A1 Sherman
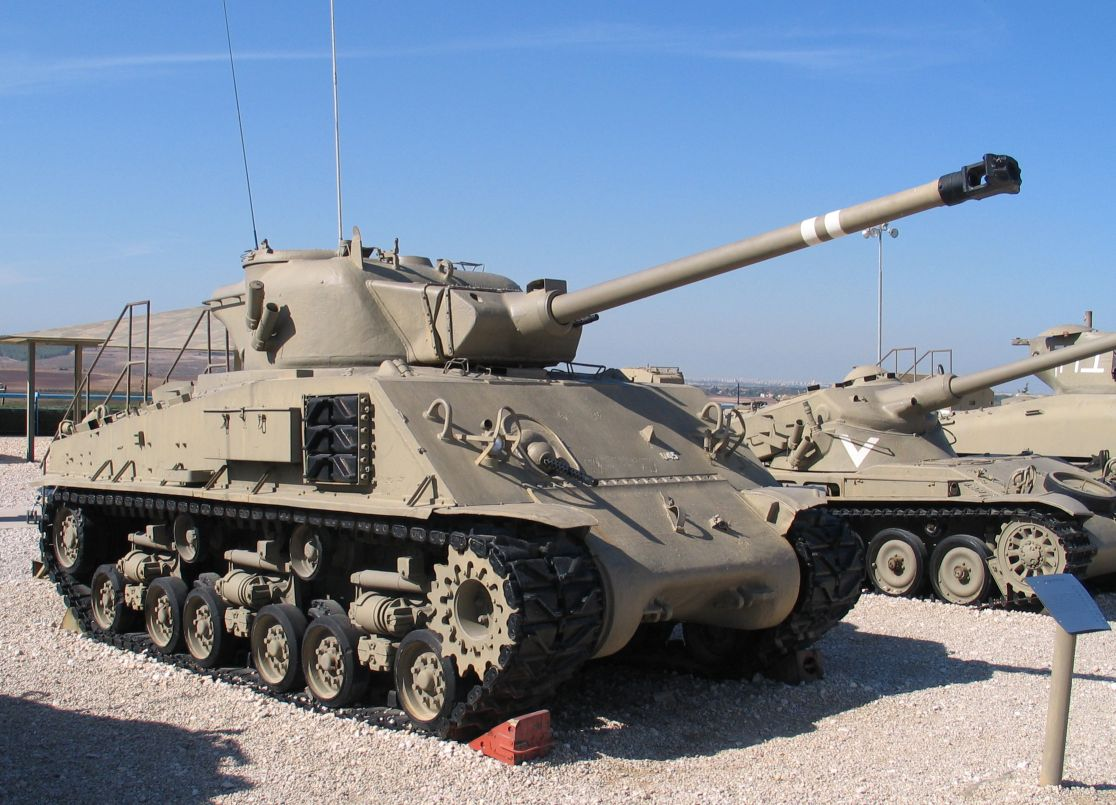
M50 Sherman
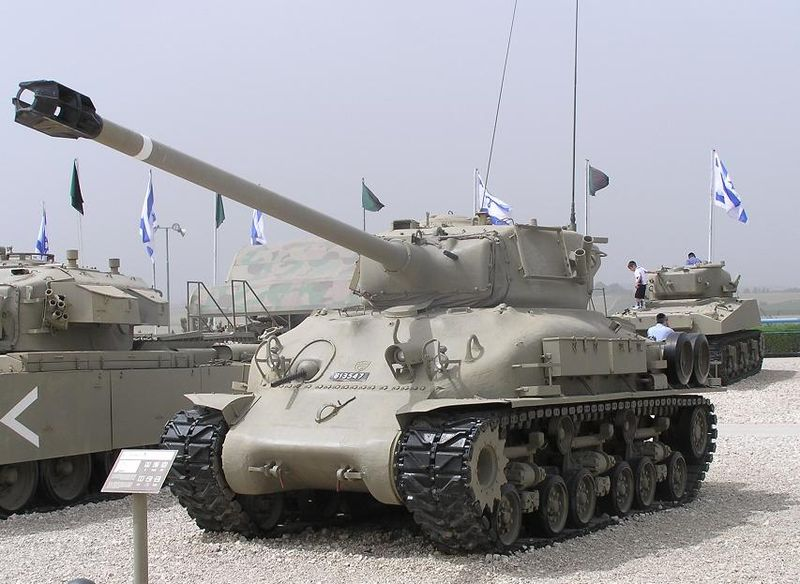
M51 Sherman
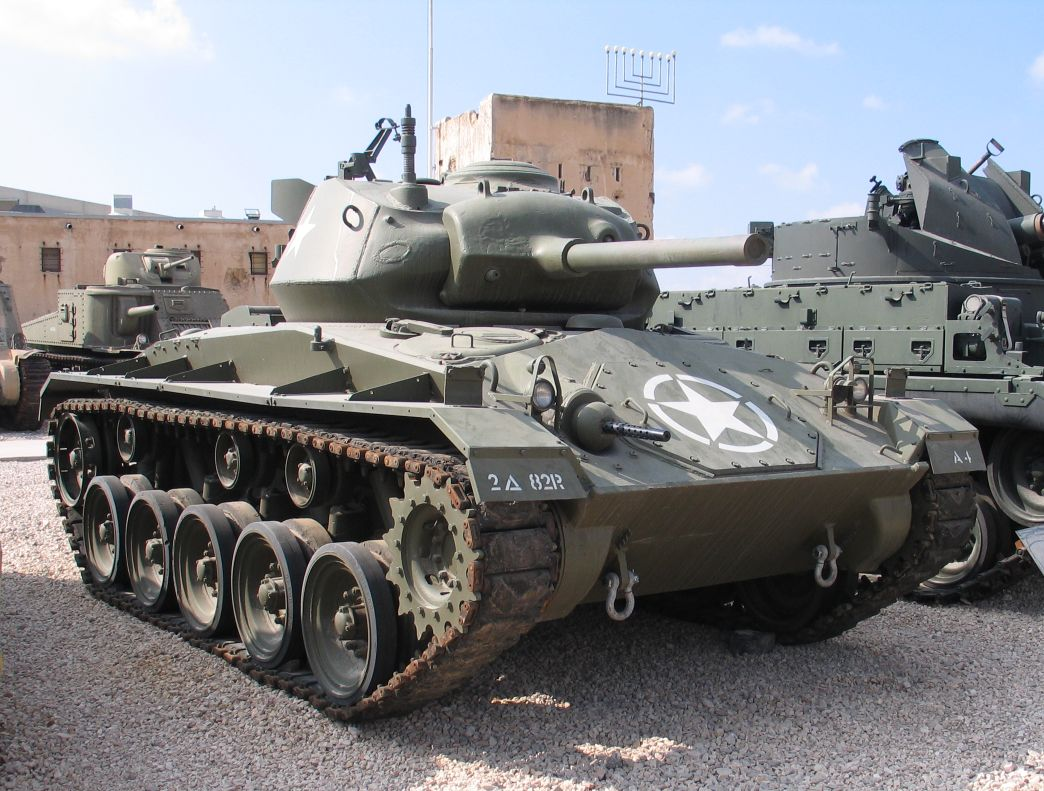
M24 Chaffee
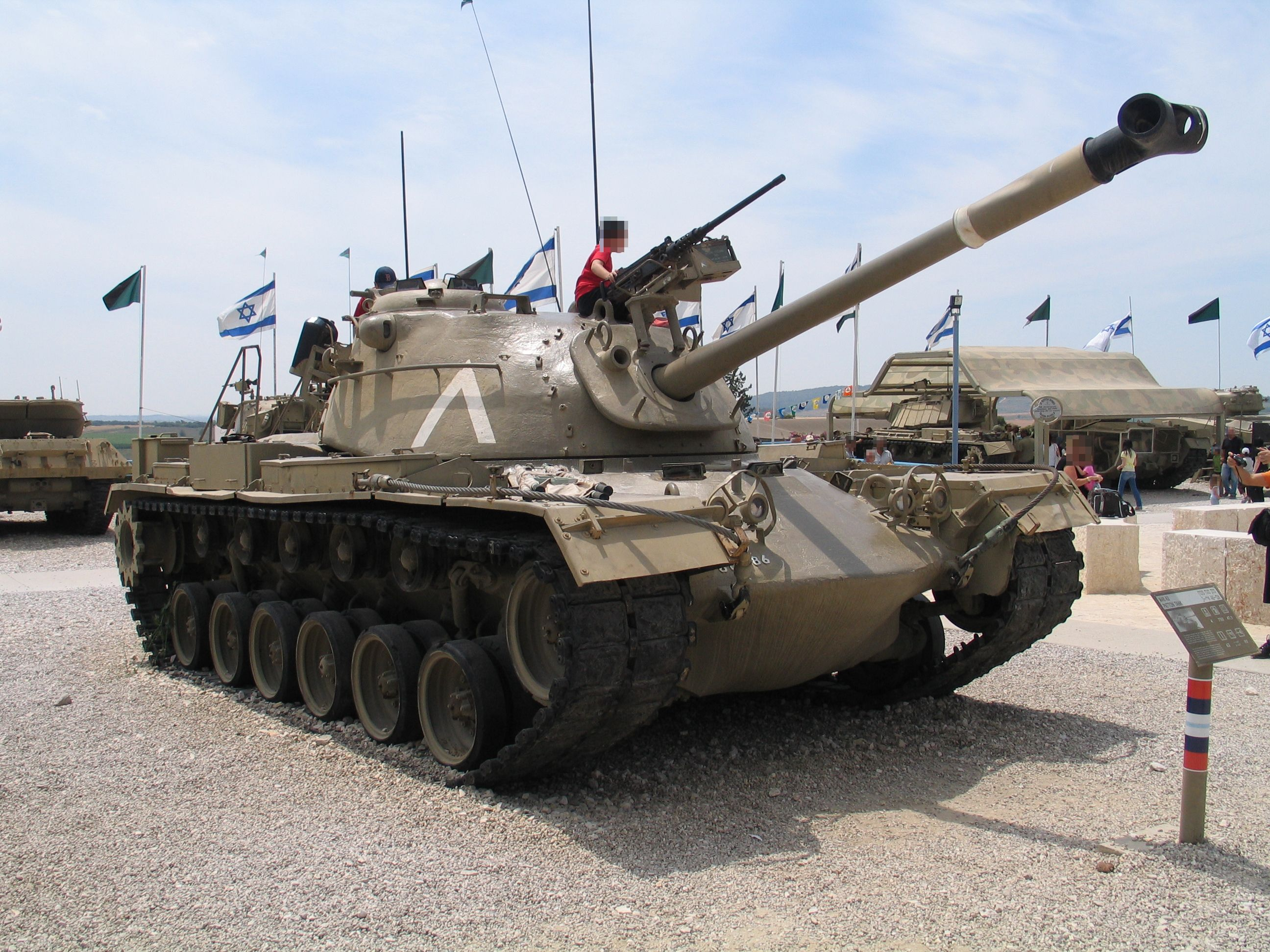
M48 Patton
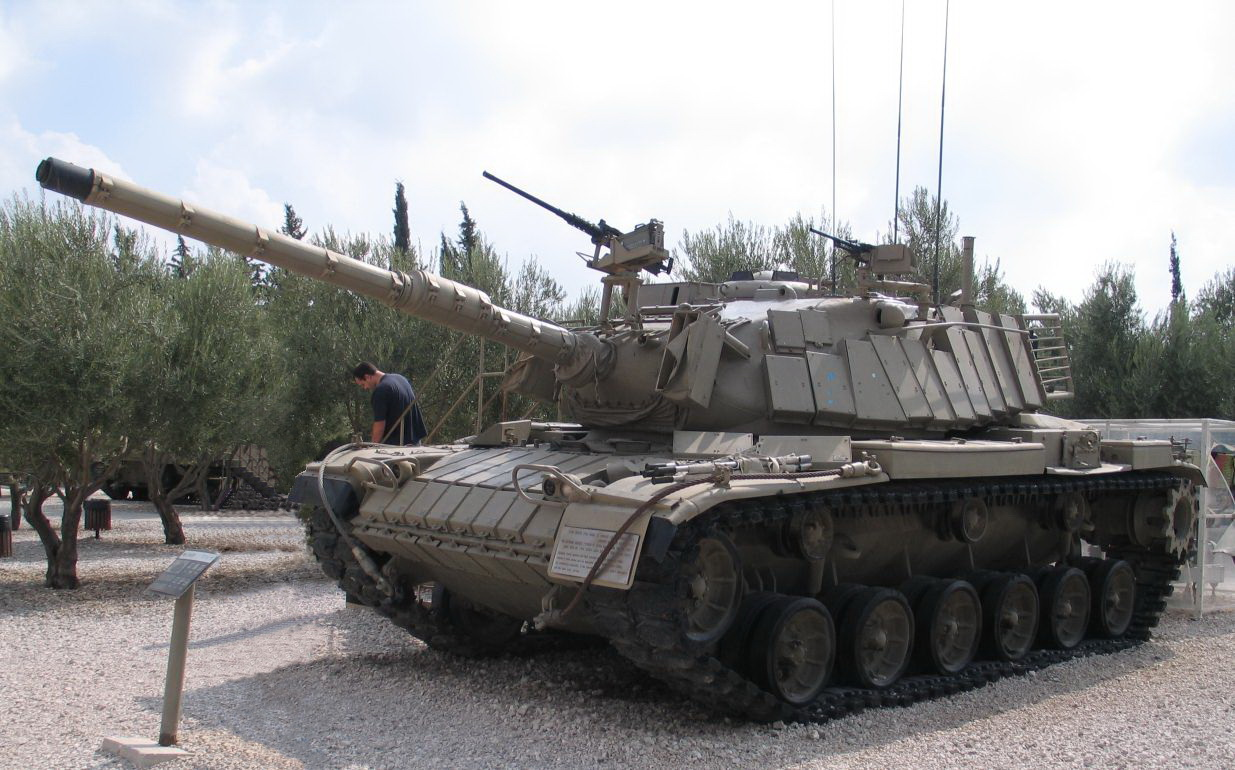
M60 Patton „Magach 6”
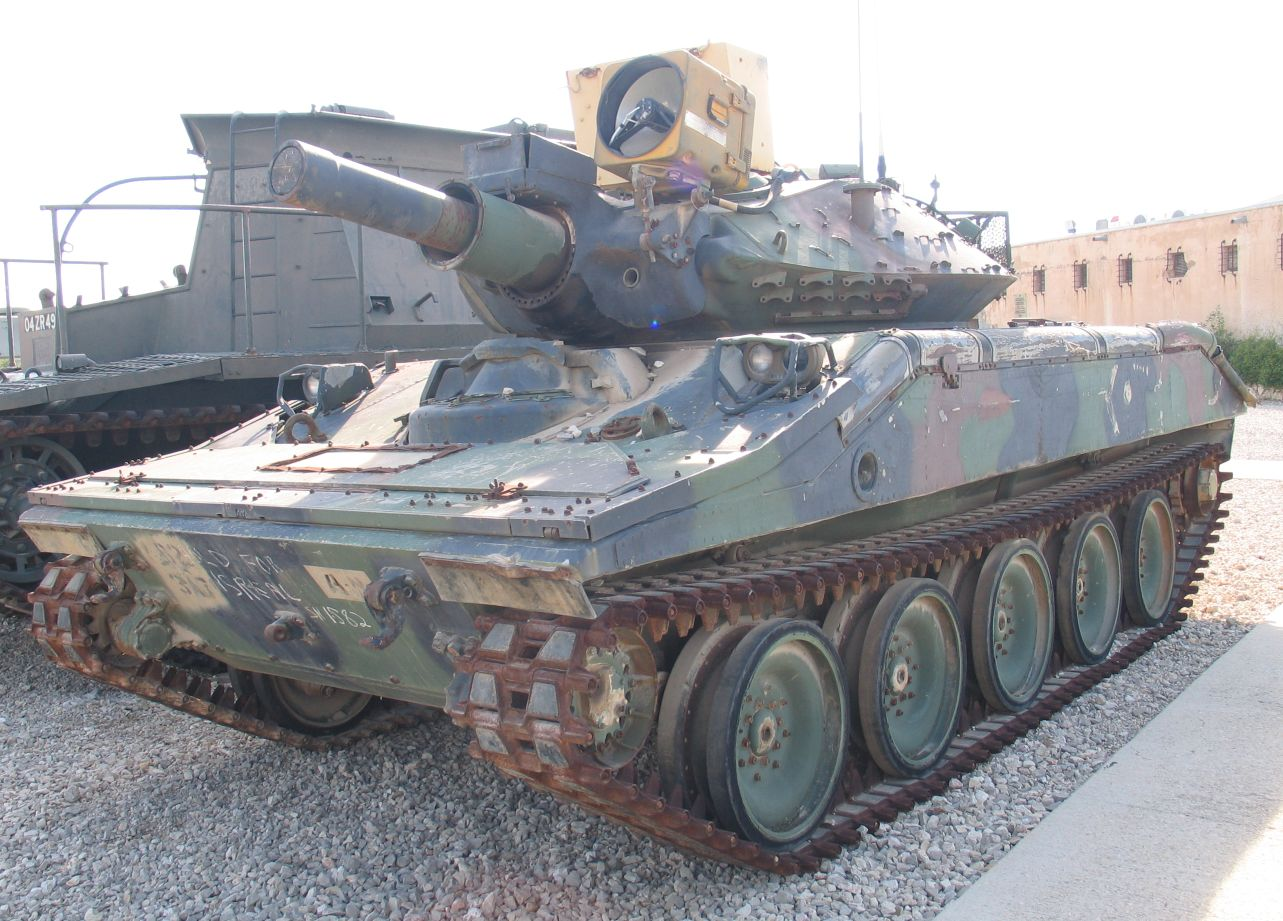
M551 Sheridan

### Wielka Brytania
- Cromwell – podczas wycofywania brytyjskich wojsk z Mandatu Palestyny, żydowscy bojownicy ukradli jeden czołg Mk I i jeden Mk IV. Wzięły one udział w walkach podczas wojny o niepodległość w 1948.
- Vickers Mk. VIB – lekkie brytyjskie czołgi, które były używane przez armię egipską podczas wojny o niepodległość w 1948. Prezentowany w muzeum czołg został uszkodzony i zdobyty w kibucu Jad Mordechaj.
- Centurion – te brytyjskie czołgi zostały zakupione przez Izrael w 1966. Były to wówczas już mocno przestarzałe pojazdy, które Izraelczycy nazwali Sho’t i rozpoczęli ich gruntowną modernizację. Przystępując w 1967 do wojny sześciodniowej izraelska miała już 293 zmodernizowanych czołgów Centurion. Dodatkowo podczas wojny zdobyto 30 tych czołgów od jordańskiej armii (Jordania miała wówczas 44 Centuriony). Wersje używane w izraelskiej armii:
  - Sho’t Meteor – podstawowa zmodernizowana wersja czołgu Centurion z silnikiem z 1959.
  - Sho’t Kal Alef/Bet/Gimel/Dalet – kolejne wersje modernizacji czołgu Centurion przeprowadzane w latach 1970–1974. Zmianom podlegały silniki, systemy stabilizacji i kierowania ogniem oraz opancerzenie.
  - Nagmashot/Nagmachon/Nakpadon – ciężkie transportery opancerzone wybudowane na podwoziu Centurionów, wykorzystywane do celów bojowych lub inżynieryjnych (m.in. Most czołgowy i amfibia).
  - Puma – wprowadzony do użycia w 1983 ciężki transporter opancerzony zbudowany w oparciu o platformę Centuriona.

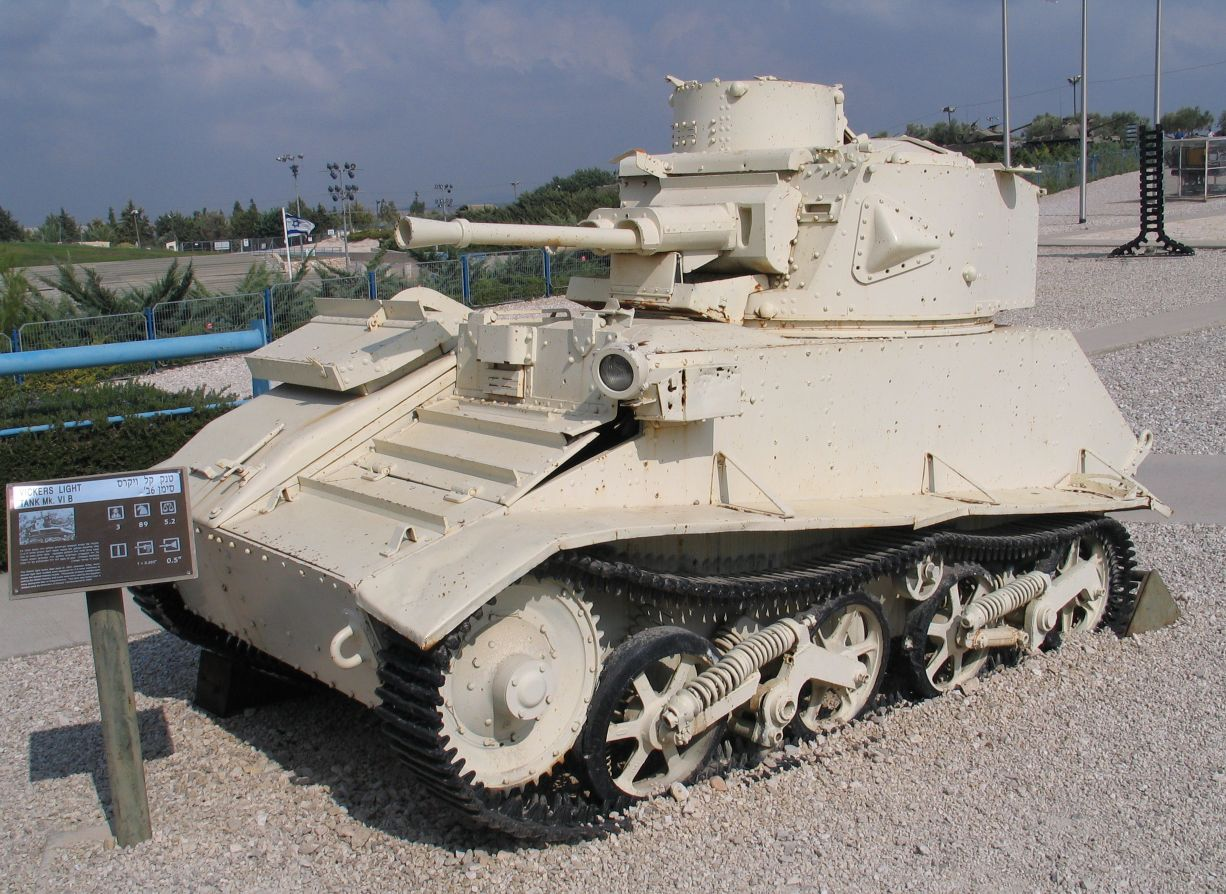
Vickers Mk. VIB
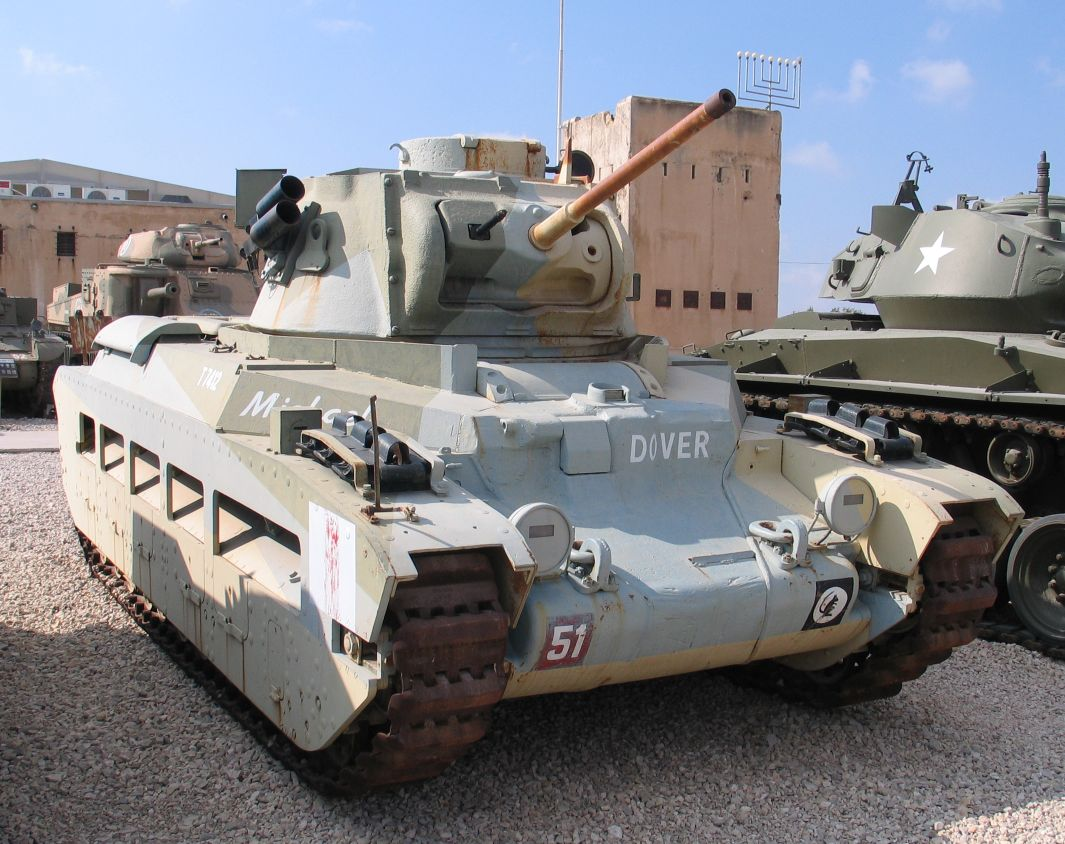
Mk II Matilda
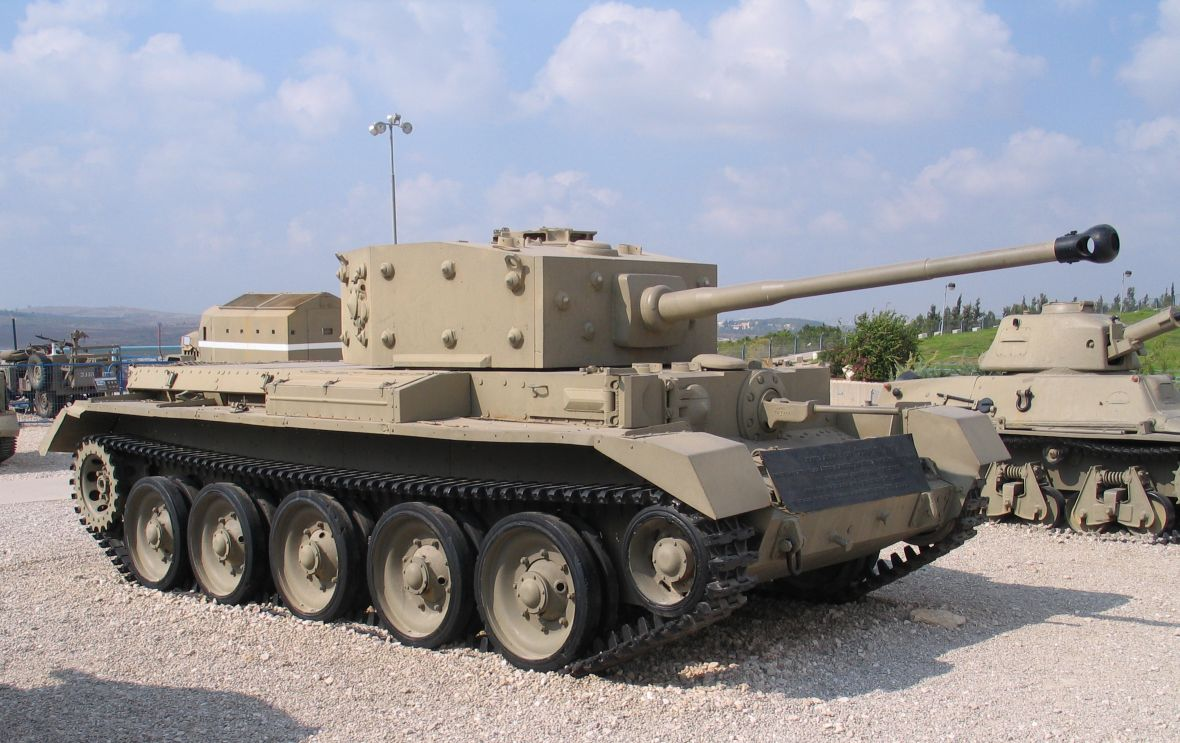
Cromwell
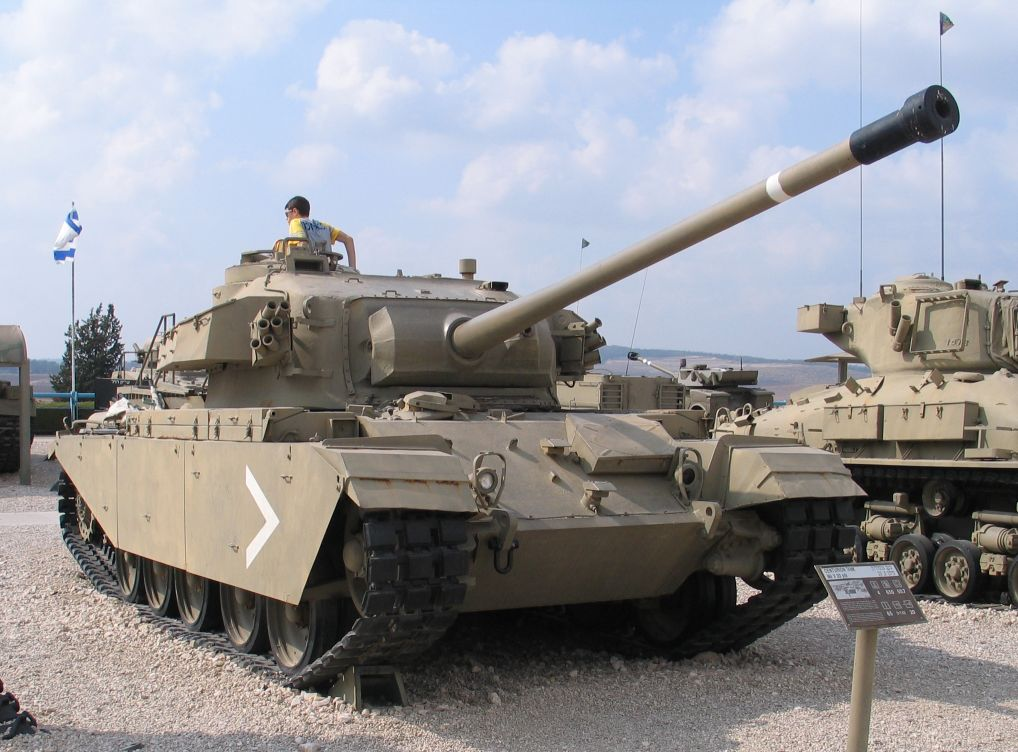
Centurion
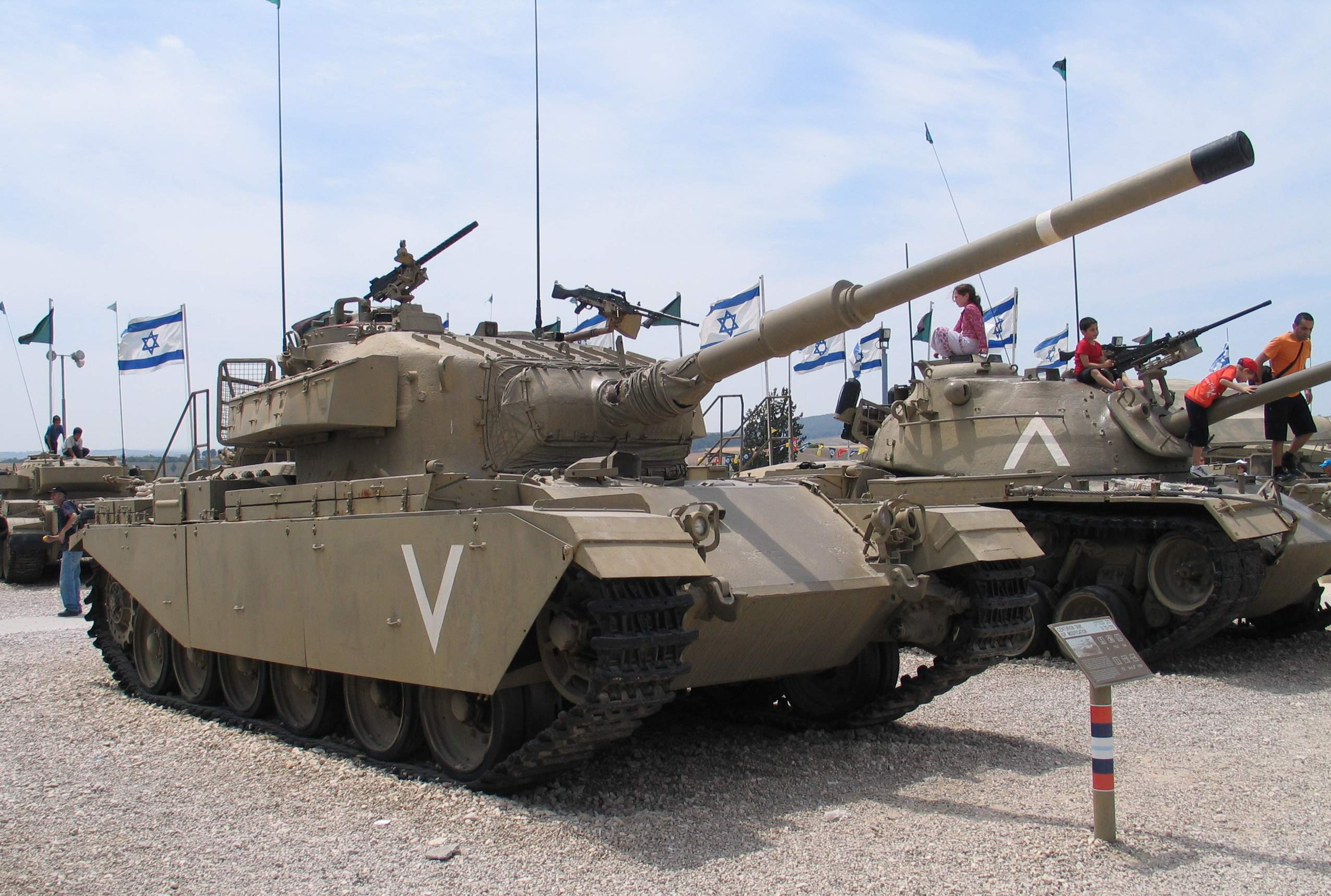
Centurion „Shot Kal Alef”
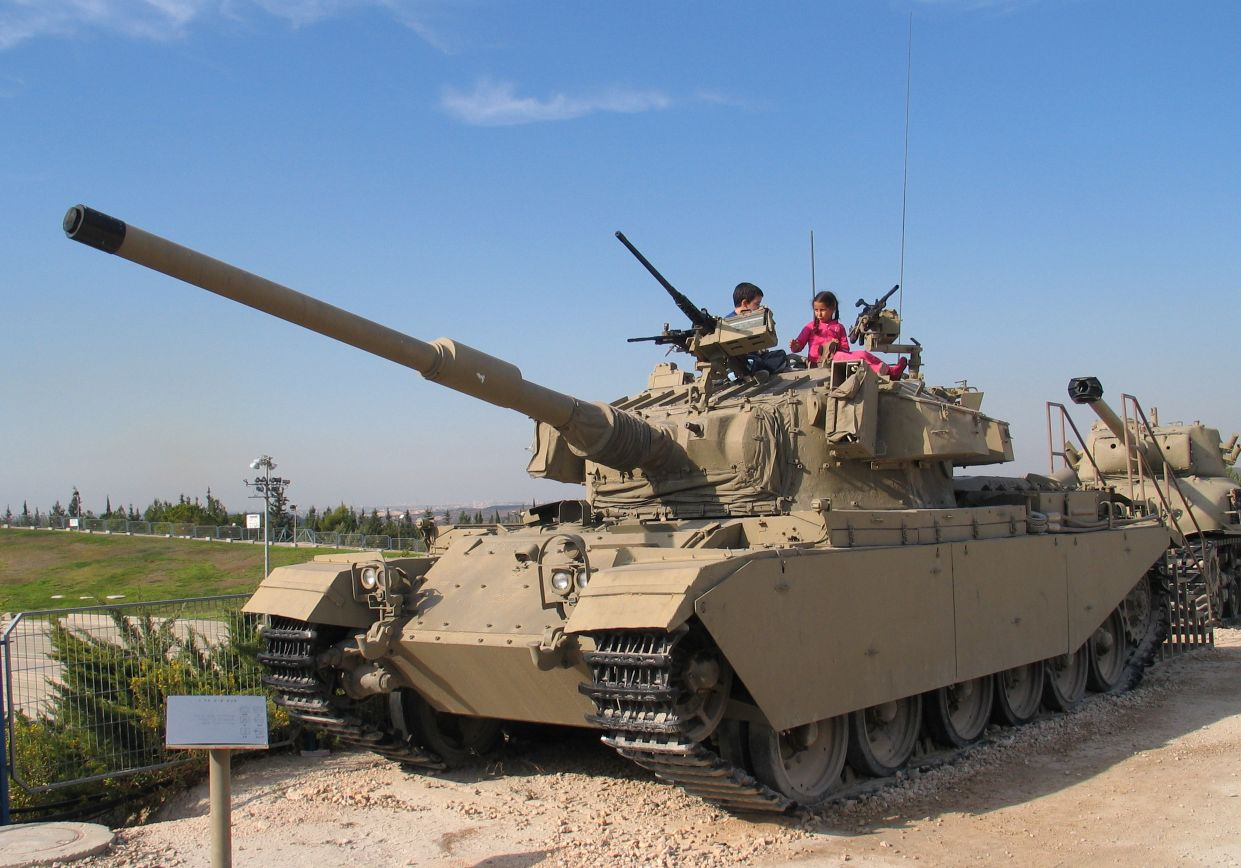
Centurion „Shot Kal Gimel”
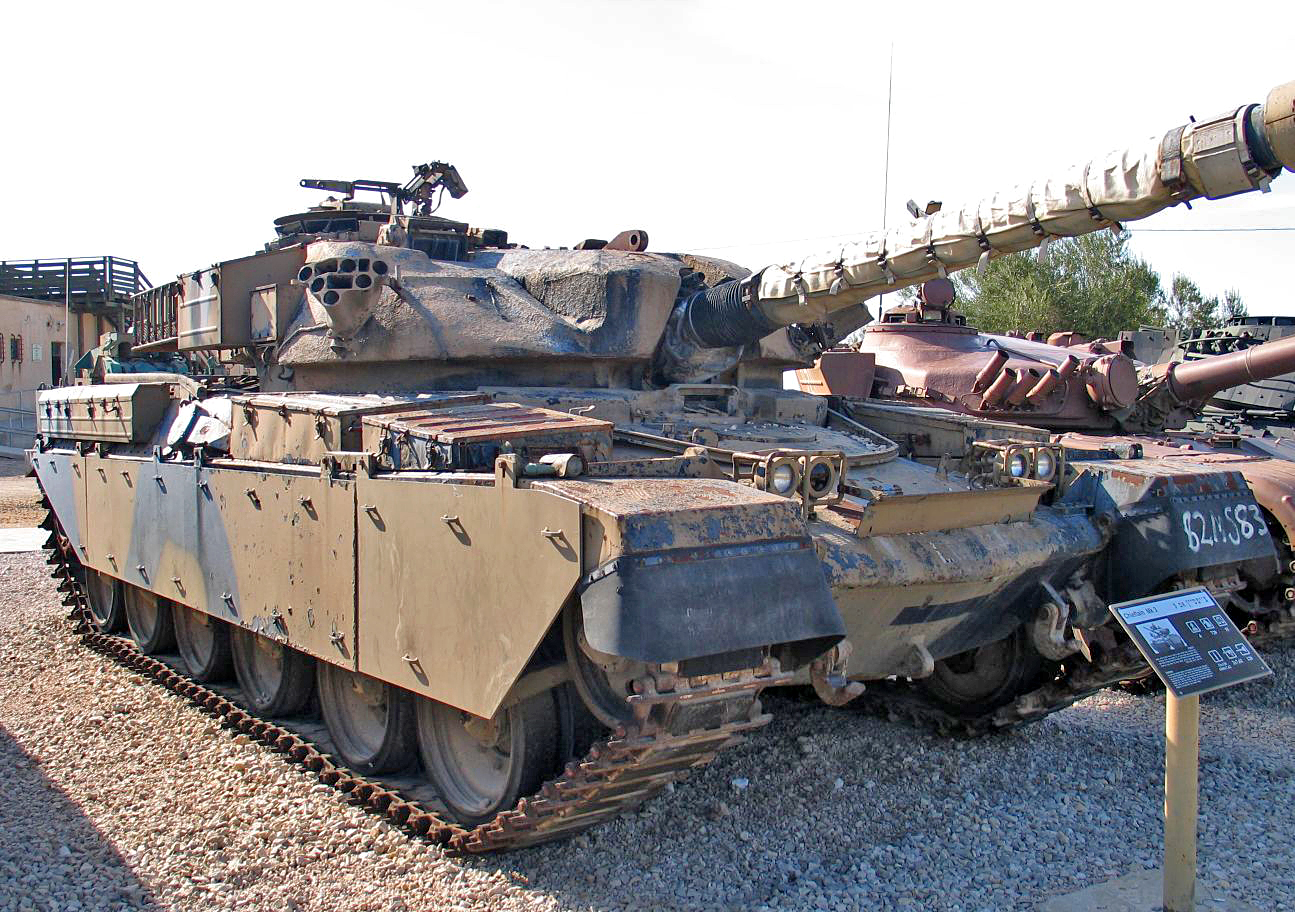
Chieftain

### Związek Radziecki

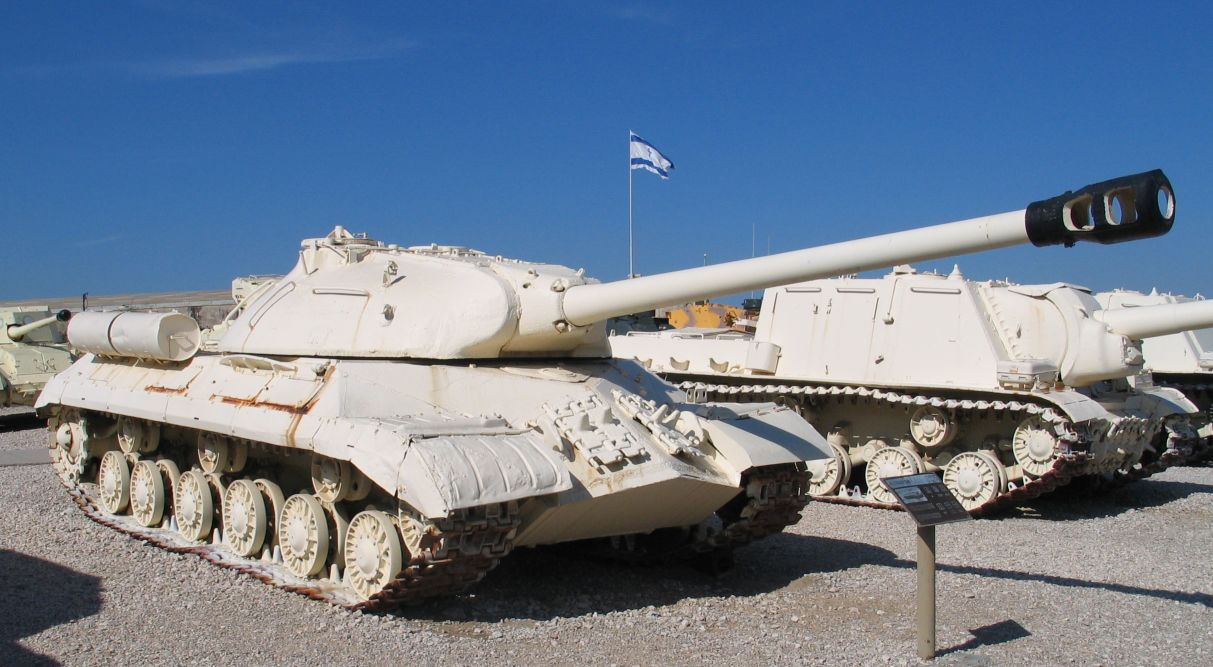
IS-3
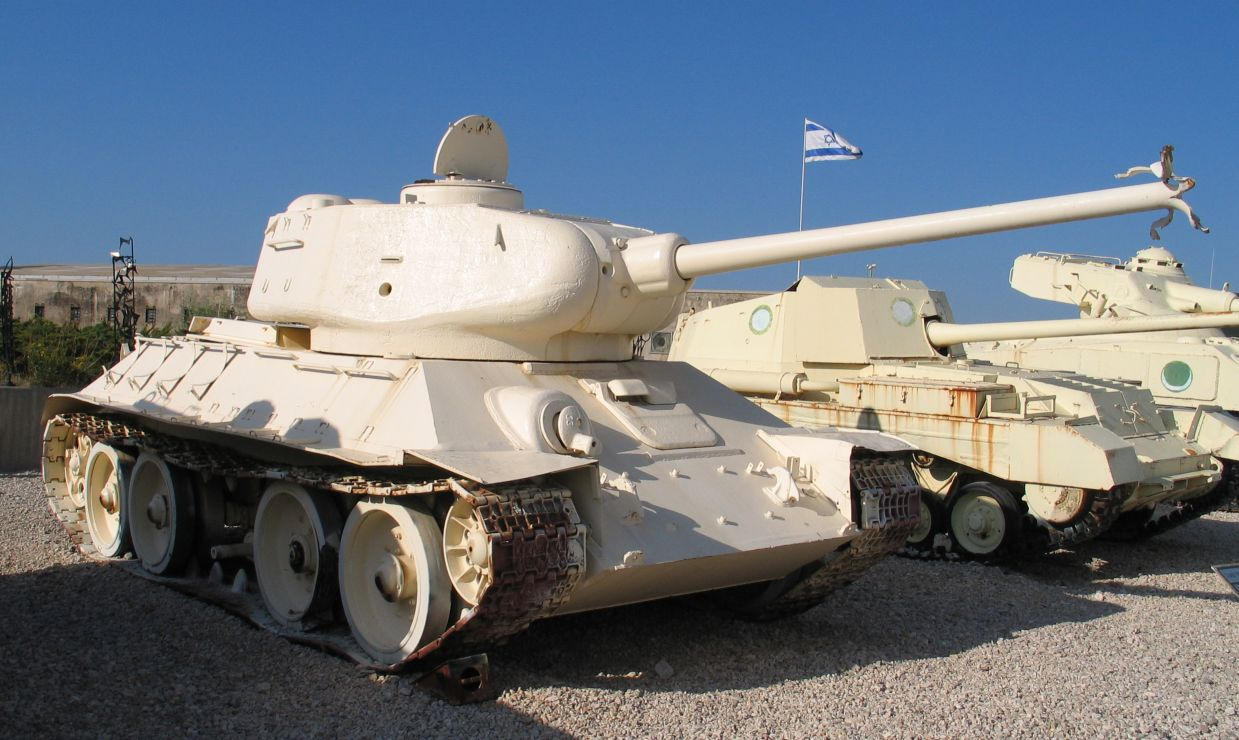
T-34
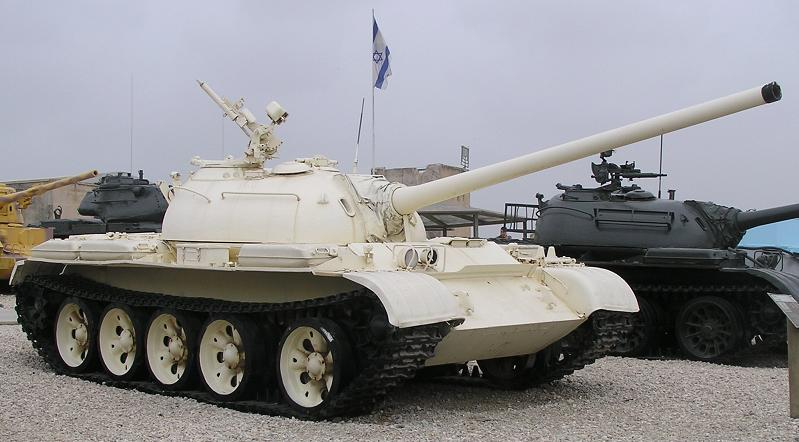
T-54
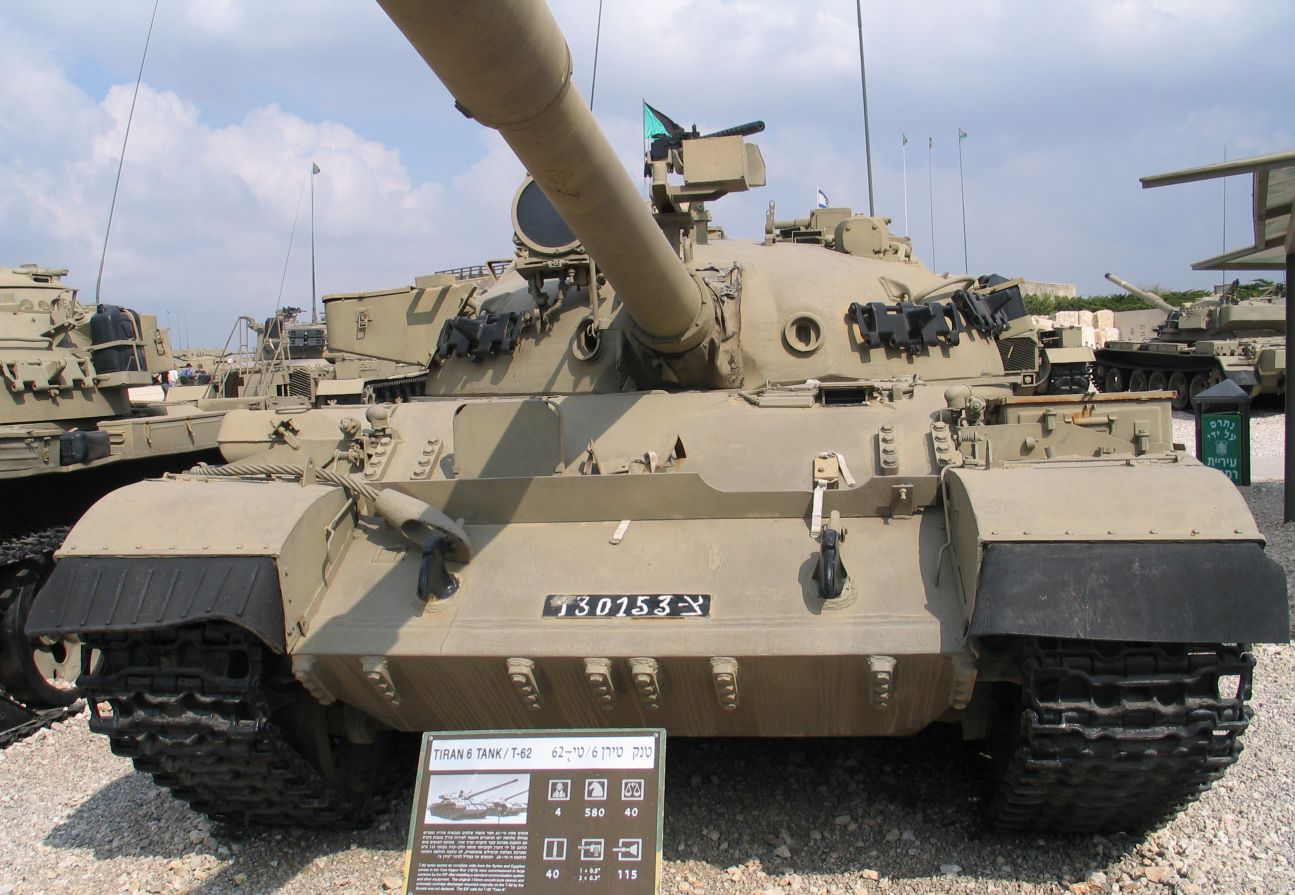
Tiran
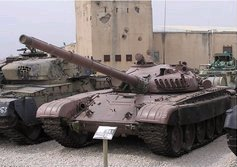
T-72
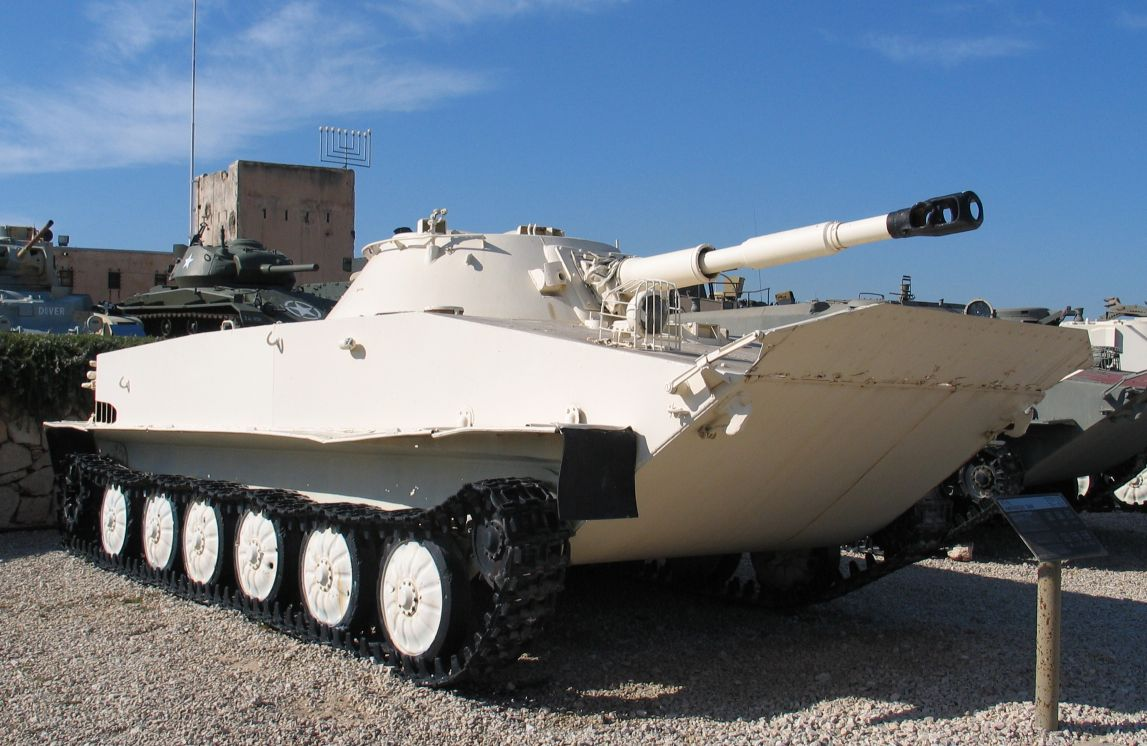
PT-76

## Komunikacja
Na wschód od Latrun znajduje się węzeł drogowy autostrady nr 1  (Tel Awiw–Jerozolima) z drogą ekspresową nr 3  (Aszkelon–Modi’in-Makkabbim-Re’ut). Natomiast na zachód od Latrun przebiega droga nr 424 , którą jadąc na północny zachód dojedzie się do Parku Mini Izrael.